# Seznam obcí v litoměřické diecézi

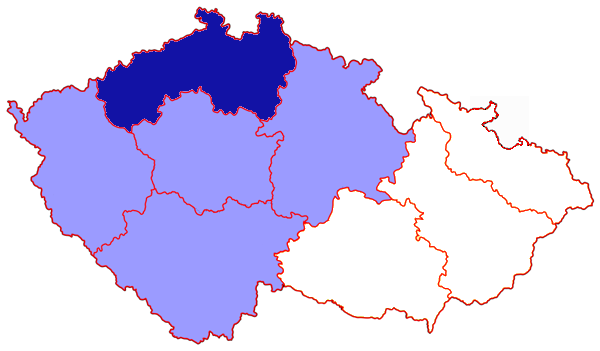
Litoměřická diecéze (tmavě modře) na mapě České republiky

Seznam obcí v litoměřické diecézi uvádí města či obce, které leží v litoměřické diecézi. Starý německý název je vyznačen kurzívou. Farnost (f.) znamená římskokatolickou farnost, do které město či obec patří.

## A
- Adolfov, Adolphsgrün, f. Habartice
- Ahníkov, Hagensdorf, f. Kralupy u Chomutova
- Albrechtice, Ulbersdorf, f. Holešice
- Albrechtice, Albrechtsdorf, f. Albrechtice
- Albrechtice u Frýdlantu, Olbersdorf, f. Dětřichov
- Albrechtice, -, f. Vlastibořice
- Alšovice, Halšovice, -, f. Bzí
- Andělka, Engelsdorf, f. Ves
- Andělská Hora, Engelsberg, f. Chrastava
- Anděl Strážce, -, f. Jenišovice
- Anenský Vrch, Annaberg, f. Děčín
- Antonínov, Antonsthal, f. Tisá
- Antonínov, Antoniewald, f. Josefův Důl
- Antonínovo Údolí, Antonithal, f. Rumburk
- Arnoltice, Arnsdorf, f. Arnoltice
- Arnoltice, Arnsdorf, f. Bulovka
- Arnultovice, Arnsdorf, f. Skorotice
- Arnultovice, Arnsdorf, f. Nový Bor

## B
- Babětín, Babuthin, f. Těchlovice
- Babiny I, Babina, f. Proboštov
- Babiny II, Babina, f. Homole
- Bacov, -, f. Mladějov
- Bačálky, -, f. Osenice
- Bakov n. J ., -, f. Bakov n. J.
- Bánov, Bohna, f. Skorotice
- Bečov, Hochpetsch, f. Vtelno
- Bečov, Petsch, f. Jirkov
- Bedřichov, Friedrichswald, f. Janov n. N.
- Bedřichovka, Friedrichshaim, f. Chrastava
- Bedřichův Světec, Schwetz, f. Vtelno
- Běhánky, Pihanken, f. Dubí u Teplic
- Bechlejovice, Bachelsdorf, f. Děčín
- Bechov, -, f. Všeborsko
- Bělá, Biela, f. Bělá
- Bělá, Biele, f. Horní Police
- Bělá, -, f. Turnov
- Bělá p. B ., Weisswasser, f. Bělá p. B.
- Bělušice, Bieloschitz, f. Vtelno
- Benešov u Semil, -, f. Semily
- Benešov n. P ., Bensen, f. Benešov n. P.
- Benešovice, -, f. Hlavice
- Besedice, -, f. Klokočské Loučky
- Běsno, Wiessen, f. Strojetice
- Běšice, Weschitz, f. Kadaň
- Beškov, Beschkaben, f. Dubá
- Bezděčín, Bösching, f. Hodkovice n. M.
- Bezděčín, -, f. Mladá Boleslav
- Bezdědice, Kleinbösig, f. Bezdědice
- Bezděkov, Bezděk, f. Žatec
- Bezděz, Bösig, f. Bezděz
- Bezno, -, f. Bezno
- Bílá, Bilá, f. Český Dub
- Bílá Hlína, Unterweisslein, f. Dolní Krupá
- Bílá Hlína, Weisslein, f. Mnichovo Hradiště
- Bílence, Bielenz, f. Chomutov
- Bílina, Bilin, f. Bílina
- Bílinka, -, f. Velemín
- Bílka, Pilkau, f. Bořislav
- Bílý Kostel n. N ., Weisskirchen, f. Bílý Kostel n. N.
- Bílý Kostelec, Weisskirchen, f. Konojedy
- Bílý Potok, Weissbach, f. Hejnice
- Bílý Újezd, Weiss-Aujezd, f. Velemín
- Bítouchov, -, f. Bozkov
- Bítouchov, -, f. Rovensko p. T.
- Bítouchov, -, f. Semily
- Bítouchov, -, f. Bakov n. J.
- Bitozeves, Witoses, f. Bitozeves
- Bláhov, Plahof, f. Homole
- Blahuňov, Plassdorf, f. Chomutov
- Blankartice, Blankersdorf, f. Rychnov u Děčína
- Blansko, Blankenstein, f. Mojžíř
- Blata, -, f. Březina
- Blata, -, f. Mělník
- Blatce, Grossblatzen, f. Bořejov
- Blatec, -, f. Rovensko p. T.
- Blatečky, Klein-Blatzen, f. Bořejov
- Blatno, Platten, f. Jirkov
- Blažim, Ploscha, f. Blažim
- Blešno, -, f. Třebívlice
- Blíževedly, Bleiswedel, f. Blíževedly
- Blov, Flahe, f. Mašťov
- Blšany, Flöhau, f. Blšany
- Blšany u Loun, -, f. Cítoliby
- Bobov, -, f. Bzí
- Boč n. O ., Wotsch, f. Klášter n. O.
- Bohatice, Voitsdorf, f. Zákupy
- Bohdalovice, -, f. Zlatá Olešnice
- Bohdánkov, -, f. Hodkovice n. M.
- Bohosudov, Mariaschein, f. Bohosudov
- Bohumileč, -, f. Český Dub
- Bohuňovsko, -, f. Bozkov
- Bohuslav, -, f. Hrubá Skála
- Bohušovice n. O ., -, f. Bohušovice n. O.
- Bojetice, -, f. Dobrovice
- Boleboř, Göttersdorf, f. Jirkov
- Boleslav, Bunzendorf, f. Ves
- Boletice n. L ., Politz, f. Nebočady
- Boreč, -, f. Skalsko
- Boreč, Boretz, f. Sutom
- Boreček, Haidedörfel, f. Mimoň
- Borek, Regersdorf, f. Holany
- Borek, -, f. Jenišovice
- Borek, Barken , f. Nebočady
- Borek, Barken, f. Rovensko p. T.
- Borovice, -, f. Mukařov u Mladé Boleslavi
- Bořejov, Bořim, f. Bořejov
- Bořetín, Tiefendorf, f. Kvítkov
- Bořislav, Boreslau, f. Bořislav
- Bořkov, -, f. Semily
- Boseň, -, f. Boseň
- Bosyně, -, f. Vysoká
- Bošín, -, f. Bošín
- Bozkov, -, f. Bozkov
- Božíkov, Götzdorf, f. Zákupy
- Boží Voda, Geweihtenbrunn, f. Liběchov
- Božtěšice, Postitz, f. Skorotice
- Bradlec, -, f. Kosmonosy
- Brána, Heuthor, f. Doksy
- Braňany, Prohn, f. Želenice
- Brančíky, Prenzig, f. Chomutov
- Brandov, Brandau, f. Horní Jiřetín
- Brany, Prahn, f. Kadaň
- Branžež, -, f. Boseň
- Bratronice, -, f. Rejšice
- Bratříkov, -, f. Bzí
- Brejlov, -, f. Kosmonosy
- Brenná, Brenn, f. Brenná
- Brloh, -, f. Cítoliby
- Brložec, Parlosa, f. Huntířov
- Brná, Birnai, f. Církvice
- Brňany, Brňan, f. Bohušovice n. O.
- Brniště, Brins, f. Brniště
- Brocno, Brotzen, f. Chcebuz
- Brodce, -, f. Horky n. J.
- Brodce, Prödlas, f. Kadaň
- Brodec, -, f. Cítoliby
- Brodec, -, f. Železný Brod
- Brodek, -, f. Osenice
- Brody, Pröllas, f. Buškovice
- Brozany, -, f. Brozany n. O.
- Brtníky, Zeidler, f. Brtníky
- Brozánky, Prosanken, f. Řehlovice
- Brusné, Brusnai, f. Mšeno
- Brusov, Prause, f. Konojedy
- Brzánky, Brzanken, f. Vetlá
- Břehoryje, Břehor, f. Strážiště
- Břehy, -, f. Všeň
- Břehyně, Heidemühl, f. Doksy
- Břešťany, Preschen, f. Jenišův Újezd
- Břevniště, Merzdorf, f. Osečná
- Březenec, Pirken, f. Jirkov
- Březí, Presei, f. Svádov
- Březiny, Birkigt, f. Děčín
- Březina, -, f. Březina
- Březinka, -, Šemanovice
- Březinka, -, f. Bělá p. B.
- Březka, -, f. Libuň
- Březnice, Presnitz, f. Strojetice
- Březno, Priesen, f. Postoloprty
- Březno, Priesen, f. Velemín
- Březno u Chomutova, Priesen, f. Chomutov
- Březno, -, f. Březno
- Březová, Bzowey, f. Český Dub
- Březovice, Zolldorf, f. Bezdědice
- Břežánky, Briesen, f. Bílina
- Břežany, Pressern, f. Žabokliky
- Břínkov, Břinkow, f. Vinařice
- Břvany, Weberschan, f. Břvany
- Buda, -, f. Loukov
- Buda, -, f. Bakov n. J.
- Budíkov, -, f. Hlavice
- Budov, Budowe, f. Svádov
- Bukov, Bokau, f. Skorotice
- Bukovany, Bokwen, f. Sloup v Č.
- Bukovec, Buckholz, f. Deštná
- Bukovec, Pokolitz, f. Medonosy
- Bukovice, Bukowitz, f. Bořislav
- Bukovina, -, f. Hrubá Skála
- Bukovina, -, f. Jenišovice
- Bukovina, -, f. Turnov
- Bukovna, -, f. Bukovno
- Bulovka, Bullensdorf, f. Bulovka
- Bunclava, Božislava, f. Boseň
- Buršín, Burschin, f. Hodkovice n. M.
- Buřínsko, -, f. Loukovec
- Buškovice, Puschwitz, f. Buškovice
- Býčina, -, f. Kněžmost
- Býčkovice, Pitschkowitz, f. Býčkovice
- Bylany, Püllna, f. Most
- Bylochov, Wallach, f. Medonosy
- Bynov, Bünauburg, f. Bělá
- Bynovec, Binsdorf, f. Arnoltice
- Byňov, Binowe, f. Proboštov
- Bystrá, -, f. Hodkovice n. M.
- Bystrá n. J ., -, f. Loukov u Semil
- Bystřany, Wisterrschan, f. Teplice
- Bystřice, -, f. Bystřice
- Bystřice, Wistritz, f. Novosedlice
- Bystřice, Wistritz, f. Kadaň
- Byšice, -, f. Liblice
- Bzí, Nabzí, Nabsel, f. Bzí
- Bžany, Webeschan, f. Bořislav

## C
- Cárka, Zarch, f. Libořice
- Celná, Zollhaus, f. Chomutov
- Cetenov, Zetten, f. Hlavice
- Ciboušov, Ziebisch, f. Klášterec n. O.
- Cínovec, Zinnwald, f. Cínovec
- Církvice, Zirkowitz, f. Církvice
- Císařský, Kaiserwalde, f. Šluknov
- Cítoliby, -, f. Cítoliby
- Ctiměřice, -, f. Dobrovice
- Cvikov, Zwickau, f. Cvikov

## Č
- Čachovice, Tschachwitz, f. Kadaň
- Čakovice, Čakowitz, f. Hoštka
- Čálovice, -, f. Sobotka
- Čáslav, Tschiaschel, f. Verneřice
- Častolovice, Schasslowitz, f. Česká Lípa
- Čečelice, -, f. Čečelice
- Čechy, Tscheche, f. Bělá
- Čejetice, -, f. Mladá Boleslav
- Čejetičky, -, f. Mladá Boleslav
- Čejkovice, Tschekowitz, f. Libědice
- Čepirohy, Tschoeppern, f. Most
- Čeradice, Tčeraditz, f. Radíčeves
- Čermná, Leukersdorf, f. Čermná
- Čermníky, Tschermich, f. Kadaň
- Černá Louže, Schwarzpfütze, f. Rynoltice
- Černá Novina, Schwarzwald, f. Svébořice
- Černá Říčka, Schwarzfluss, f. Polubný
- Černá Studnice, Schwarzbrunn, f. Smržovka
- Černčí Tschimsch, f. Robeč
- Černčice, Tschernschitz, f. Obora
- Černčice, Tschernschitz, f. Kostomlaty p. M.
- Černěves, -, f. Vetlá
- Černice, Černitz, f. Horní Jiřetín
- Černiv, -, f. Chotěšov
- Černousy, Tschernhausen, f. Ves
- Černovice, Tschernowitz, f. Chomutov
- Černý Potok, Pleil, f. Vejprty
- Černýš, Tschirnitz, f. Klášterec n. O.
- Červená Píska, -, f. Záboří
- Červenice, -, f. Vlastibořice
- Červený Hrádek, Rothenhaus, f. Jirkov
- Červený Újezd, Roth-Aujezd, f. Měrunice
- Čeřeniště, Tschersing, f. Proboštov
- Česká Kamenice, Böhmisch-Kamnitz, Česká Kamenice
- Česká Lípa, Böhmisch-Leipa, f. Česká Lípa
- Česká Ves, Böhmischdorf, f. Jablonné v P.
- České Kopisty, -, f. Počaply
- České Zlatníky, Böhmisch-Zlatnik, f. Vtelno
- Český Bukov, Böhmisch-Bokau, f. Český Bukov
- Český Dub, Böhmisch-Aicha, f. Český Dub
- Český Jiřetín, Georgendorf, f. Litvínov
- Český Šumburk, Böhmisch-Schumburg, f. Příchovice
- Český Újezd, Böhmischneudörfl, f. Chlumec
- Čihátka, -, f. Bakov n. J.
- Čimyšl, -, f. Libuň
- Číňov, Schinau, f. Žabokliky
- Čistá, -, f. Bělá p. B.
- Čížkovice, Čížkowitz, f. Čížkovice
- Čížkovice, Čížkowitz, f. Krásná
- Čížkovka, -, f. Boseň
- Čížovky, -, f. Řitonice
- Čtrnáct Dvorců, Vierzehnhöfen, f. Horní Jiřetín
- Čtveřín, -, f ., Přepeře
- Čtvrť -, f. Vyskeř

## D
- Daliměřice, -, f. Jenišovice
- Dalešice, -, f. Bakov n. J.
- Dalešice, Dalleschitz, f. Krásná
- Dalovice, -, f. Bukovno
- Debř n. J ., -, f. Kosmonosy
- Děčany, -, f. Třebívlice
- Děčín, Tetschen, f. Děčín
- Děčín, -, f. Vyskeř
- Děčín-Podmokly, Bodenbach, f. Děčín-Podmokly
- Dehtáry, Dechtar, Český Dub
- Dehtáry, -, f. Hlavice
- Děkovka, Diakova, f. Dlažkovice
- Dělouš, Tillisch, f. Skorotice
- Denětice, Tenetitz, f. Chomutov
- Desná, Dessendorf, f. Desná
- Deštná, Töschen, f. Deštná
- Deštnice, Teschnitz, f. Nečemice
- Dětaň, Gödesin, f. Nepomyšl
- Dětenice, -, f. Osenice
- Dětřichov, Dittersbach, f. Dětřichov
- Dětřichovice, Dittersbachel, f. Jindřichovice p. S.
- Divice, -, f. Vinařice
- Dlažkovice, Dlaschkowitz, f. Dlažkovice
- Dlouhá Lhota, -, f. Březno
- Dlouhá Louka, f. Langewiese, f. Osek
- Dlouhá Ves, -, f. Újezd p. T.
- Dlouhý, -, f. Železný Brod
- Dlouhý Důl, Langengrund, f. Sněžná
- Dlouhý Luh, Langenau, f. Kadaň
- Dlouhý Most, Langenbrück, f. Dlouhý Most
- Dneboh, Nednebohy, f. Boseň
- Dobčice, Dobschitz, f. Vtelno
- Dobětice, Doppitz, f. Žežice
- Dobkovice, Topkowitz, f. Nebočady
- Dobkovičky, Dubkowitz, f. Velemín
- Dobranov, Dobern, f. Dobranov
- Dobravice, Taubernitz, f. Homole
- Dobrá Voda, -, f. Boseň
- Dobroměřice, -, f. Louny
- Dobrná, Hochdobern, f. Huntířov
- Dobrovice, -, f. Dobrovice
- Dobřeň, Dobrzin, f. Horní Vidim
- Dobřenec, Dobrenz, f. Mašťov
- Dobříčany, Dobritschan, f. Liběšice u Žatce
- Dobšice, -, f. Libošovice
- Dobšín, -, f. Libošovice
- Doksany, Doxan, f. Doksany
- Doksy, Hirschberg, f. Doksy
- Dolánky, -, f. Bakov n. J.
- Dolánky, -, f. Březno
- Dolánky, Dolanek, f. Dolánky
- Dolánky, -, f. Hlavice
- Dolánky, -, f. Jenišovice
- Dolánky, Dollanken, f. Křemýž
- Dolánky, Dolanka, f. Pšov
- Dolany, Dehlau, f. Kadaň
- Doleček, -, f. Hlavice
- Dolejší Hůrky, Horka, f. Hradiště
- Dolina, Franzthal, f. Velký Šenov
- Dolní Bousov, -, f. Dolní Bousov
- Dolní Bukovina, Nieder-Gügel, f. Levín
- Dolní Bukovina, -, f. Mnichovo Hradiště
- Dolní Cetno, -, f. Strenice
- Dolní Dobrá Voda, Gutbrunn, Rychnov u Jablonce n. N.
- Dolní Dubová Hora; Unter-Eichberg, f. Tuhaň
- Dolní Falknov, Nieder-Falkenau, f. Kytlice
- Dolní Habartice, Niederebersdorf, f. Benešov n. P.
- Dolní Háj, Haan, f. Osek
- Dolní Hanychov, Niederhanichen, f. Liberec-Rochlice
- Dolní Heřmánky, Unterhirschmantel, f. Pavlovice
- Dolní Chlum, Stabigt, f. Děčín
- Dolní Chobolice, Nieder-Koblitz, f. Liběšice
- Dolní Chřibská, Niederkreibitz, f. Chřibská
- Dolní Jiřetín, Niedergeorgenthal, f. Horní Jiřetín
- Dolní Kamenice, Nieder-Kamnitz, f. Česká Kamenice
- Dolní Krupá, Niederkrupai, f. Dolní Krupá
- Dolní Křečany, Nieder-Ehrenberg, f. Rumburk
- Dolní Libchava, Niederliebich, f. Česká Lípa
- Dolní Litvínov, Niederleutensdorf, f. Litvínov
- Dolní Maxov, Unter-Maxdorf, f. Josefův Důl
- Dolní Nezly, Niedernösel, f. Býčkovice
- Dolní Novina, Böhmisch-Neuland, f. Svébořice
- Dolní Okna, Heide, f. Jablonec u Mimoně
- Dolní Oldřichov, Nieder-Ullgersdorf, f. Děčín-Podmokly
- Dolní Oldříš, Niederullersdorf, f. Bulovka
- Dolní Paseky, -, f. Světlá p. J.
- Dolní Pertoltice, Niederberzdorf, f. Ves
- Dolní Podluží, Grund bei Warnsdorf, f. Dolní Podluží
- Dolní Police, Nieder-Politz, f. Horní Police
- Dolní Polubný, Unter Polaun, f. Polubný
- Dolní Poustevna, Niedereinsiedel, f. Dolní Poustevna
- Dolní Prysk, Niederpreschkau, f. Horní Prysk
- Dolní Rokyta, Niderrokitai, f. Dolní Krupá
- Dolní Ročov, -, f. Dolní Ročov
- Dolní Rokytňany, -, f. Osenice
- Dolní Řasnice, Rückersdorf, f. Krásný Les (Liberec)
- Dolní Řepčice, Nieder-Řepsch, f. Býčkovice
- Dolní Sedlo, Spittelgrund, f. Hrádek n. N.
- Dolní Slivno, -, f. Dolní Slivno
- Dolní Spálov, -, Bozkov
- Dolní Stakory, -, f. Plazy
- Dolní Suchá, Niederberzdorf, f. Jitrava
- Dolní Světlá, Niederlichtenwalde, f. Mařenice
- Dolní Sytová, -, f. Loukov u Semil
- Dolní Šebířov, Nieder-Řzebiře, f. Touchořiny
- Dolní Tanvald, Unter-Tannwald, f. Tanvald
- Dolní Týnec, Nieder-Tenzel, f. Třebušín
- Dolní Valkeřice, Nieder-Algersdorf, f. Horní Valkeřice
- Dolní Vidim, Unter-Widim, f. Horní Vidim
- Dolní Vítkov, Niederwittig, f. Vítkov
- Dolní Vysoké, Nieder-Wessig, f. Levín
- Dolní Zimoř, Simmer, f. Úštěk
- Dolní Žleb, Niedergrund, f. Dolní Žleb
- Dolský Mlýn, Grundmühle, f. Růžová
- Doly, Neugründl, f. Dlažkovice
- Domaslavice, Deutzendorf, f. Osek
- Domaslavice, -, f. Světlá p. J.
- Domašice, Domaschitz, f. Robeč
- Domašín, Tomitschan, f. Klášterec n. O.
- Domina, -, f. Chomutov
- Domousnice, -, f. Řitonice
- Domoušice, -, f. Domoušice
- Donín, Dönn, f. Hrádek n. N.
- Donín, Dohnau, f. Kadaň
- Doubí, -, f. Přepeře
- Doubí, Eichicht, f. Liberec-Rochlice
- Doubice, Daubitz, f. Doubice
- Doubrava, -, f. Březina
- Doubravany, Dobravan, f. Rožďalovice
- Doubravice, -, f. Hrubá Skála
- Doubravice, Tauberwitz, f. Homole
- Doubravice, -, f. Mšeno
- Doubravička, -, f. Bezno
- Drahkov, Drakowa, f. Modlany
- Drahobuz, Drahobus, f. Strážiště
- Drahomyšl, Drahomischl, f. Liběšice u Žatce
- Drahonice, Drohnitz, f. Soběsuky
- Drahonice, Drahenz, f. Vidhostice
- Drahoňovice, -, f. Vyskeř
- Drahotice, -, f. Loukov
- Drahůvky, Dreihunker, f. Novosedlice
- Dražejov, Draschen, f. Deštná
- Dražice, -, f. Horky n. J.
- Drhleny, Drlina, f. Boseň
- Drchlava, Dürchel, f. Pavlovice
- Drmaly, Türmaul, f. Jirkov
- Drnovec, Kleingrün, f. Cvikov
- Droužkovice, Trauschkowitz, f. Chomutov
- Družcov, Drausendorf, f. Osečná
- Držkov, -, f. Držkov
- Držovice, Trauschkowitz, f. Úštěk
- Dřemčice, -, f. Třebívlice
- Dřevce, -, f. Třebívlice
- Dřevčice, Sebitz, f. Pavlovice
- Dřevíč, -, f. Vinařice
- Dřínek, Třinka, f. Radovesice
- Dřínek, Třinka, f. Sutom
- Dřínov, Bartelsdorf, f. Most
- Dubecko, -, f. Turnov
- Dubá, Dauba, f. Dubá
- Dubany, Duban, f. Libochovice
- Dubčany, Dubčan, f. Liběšice u Žatce
- Dubí, Eichwald, f. Dubí u Teplic
- Dubice, Klein - Eicha, f. Česká Lípa
- Dubice, Dubitz, f. Stebno
- Dubičná, Eicht, f. Konojedy
- Dubnice, Hennersdorf, f. Dubnice
- Duchcov, Dux, f. Duchcov
- Dvérce, Wärzen, f. Nepomyšl

## E
- Emanuelův Dvůr, Emanuelshof, f. Mašťov
- Encovany, Enzowan, f. Hrušovany
- Ervěnice, Seestadtl, f. Most
- Evaň, -, f. Libochovice

## F
- Fabrovy Chalupy, Faberhütten, f. Klášterec n. O.
- Falknov, Falkenau, f. Kytlice
- Ferdinandov, Ferdinandsthal, f. Hejnice
- Filipka, Philipsgrund, f. Mníšek
- Filipov, Philippsdorf, f. Česká Kamenice
- Filipov, -, f. Domoušice
- Filipov, Philippsdorf, f. Jiříkov
- Filipov, Philippsberg, f. Mníšek
- Filipovka, Philippsthal, f. Ves
- Filka, Fibich, f. Bzí
- Fláje, Fleyh, f. Litvínov
- Flössel, -, f. Kuřivody
- Fojtka, Voitsbach, f. Mníšek
- Fojtovice, Voitsdorf, f. Benešov n. P.
- Fojtovice, Voitsdorf, f. Habartice
- Folknáře, Falken, f. Děčín
- Františkov, Franzenthal, f. Benešov n. P.
- Františkov, Franzendorf, f. Jablonné v P.
- Františkov, Franzendorf, f. Liberec
- Františkův Vrch, Franzberg, f. Huntířov
- Frýdlant v Č ., Friedland, f. Frýdlant v Č.
- Frýdštejn, -, f. Jenišovice
- Fuchshüttel, Fuchshüttel, f. Jeníkov
- Fukov, Fugau, f. Fukov

## G
- Gabrielina Huť, Gabrielahütten, f. Jirkov
- Grabštejn, Grafenstein, f. Hrádek n. N.
- Grünthal, Grünthal, f. Polubný

## H
- Habartice, Ebersdorf, f. Habartice
- Habartice, Ebersdorf, f. Ves
- Habr, -, f. Mnichovo Hradiště
- Habrovany, Habrowan, f. Žim
- Habrovice, Johnsdorf, f. Skorotice
- Habří, Haberzie, f. Řehlovice
- Habřina, Haber, f. Levín
- Háj, Gehae, f. Mašťov
- Háj, Göhe, f. Ves
- Háje, -, f. Loukov u Semil
- Hajniště, Hegeholz, f. Jeníkov
- Hajniště, Hegewald, f. Nové Město p. S.
- Hamr, Hammer, f. Horní Jiřetín
- Hamr na Jezeře, Hammer, f. Stráž p. R.
- Hamštejn, -, f. Klokočské Loučky
- Haratice, -, f. Zlatá Olešnice
- Harrachov, Harrachsthal, f. Šluknov
- Hasina, Hassin, f. Rožďalovice
- Haslice, Hasslitz, f. Homole
- Haškov, -, f. Bakov n. J.
- Havlovice, -, f. Loukov
- Havraň, Hawran, f. Vtelno
- Hejnice, Haindorf, f. Hejnice
- Helkovice, -, f. Roprachtice
- Hely, Nassendorf, f. Krásná Lípa
- Henklův Dvůr, Henkelhof, f. Kadaň
- Heřmanice, Hermsdorf, f. Dětřichov
- Heřmanice, Hermsdorf, f. Jablonné v P.
- Heřmanice, Hermsdorf, f. Kravaře
- Heřmaničky, Hermsdorf, f. Brenná
- Heřmánky, Hirschmantel, f. Dubá
- Heřmanov, Hermersdorf, f. Benešov n. P.
- Hetov, Hettau, f. Radovesice
- Hlavice, -, f. Hlavice
- Hleďsebe, -, f. Nebužely
- Hlemýždí, Schneckendorf, f. Brniště
- Hliňany, Hlinai, f. Řehlovice
- Hlince, Linschen, f. Kostomlaty p. M.
- Hliněná, Gleimen, f. Javory
- Hlinná, Hlinay, f. Litoměřice
- Hlínoviště, Leimgruben, f. Bělá p. B.
- Hlubany, Luban, f. Podbořany
- Hluboká, Lubokey, f. Liberec-Rochlice
- Hlupice, Luppitz, f. Touchořiny
- Hnanice, -, f. Hrubá Skála
- Hněvice, -, f. Štětí
- Hněvousice, -, f. Mnichovo Hradiště
- Hnojnice, Hnoynitz, f. Libčeves
- Hodkovice n. M ., Liebenau, f. Hodkovice n. M.
- Hodky, -, f. Světlá p. J.
- Holany, Hohlen, f. Holany
- Holedeč, Gross-Holetitz, f. Holedeček
- Holedeček, Klein-Holetitz, f. Holedeček
- Holenice, -, f. Libuň
- Holešice, Holeschitz, f. Most
- Holetice, Holletitz, f. Chomutov
- Holé Vrchy, -, f. Dobrovice
- Holičky, Hultschken, f. Svéhořice
- Homole, Hummel, f. Homole
- Honsob, -, f. Mnichovo Hradiště
- Hora, Horn, Klášter n. O.
- Hora sv. Kateřiny, Katharinaberg, f. Horní Jiřetín
- Hora sv. Šebestiána, Sebastiansberg, f. Chomutov
- Horka, Horky, Křesín
- Horka, -, Světlá p. J.
- Horka, -, Bakov n. J.
- Horky, Horka, f. Dubá
- Horky, -, f. Jenišovice
- Horky n. J ., -, f. Horky n. J.
- Horní Arnultovice, Oberarnsdorf, f. Polevsko
- Horní Bousov, Oberbautzen, f. Dolní Bousov
- Horní Bukovina, Ober-Gügel, f. Levín
- Horní Bukovina, -, f. Mnichovo Hradiště
- Horní Cetno, -, f. Strenice
- Horní Dubová Hora, Ober-Eichberg, f. Dubá
- Horní Habartice, Ober-Ebersdorf, f. Horní Habartice
- Horní Háj, Oberhaan, f. Osek
- Horní Halže, Oberhals, f. Vejprty
- Horní Hamry, Ober-Hammer, f. Velké Hamry
- Horní Hanychov, Oberhanichen, f. Liberec-Rochlice
- Horní Heřmánky, Oberhirschmantel, f. Holany
- Horní Chlum, Kolmen, f. Děčín
- Horní Chobolice, Ober-Koblitz, f. Liběšice
- Horní Chrastava, Oberkratzau, f. Chrastava
- Horní Chřibská, f. Oberkreibitz, f. Chřibská
- Horní Jindřichov, Oberhennersdorf, f. Rumburk
- Horní Jiřetín, Obergeorgenthal, f. Horní Jiřetín
- Horní Kamenice, Ober-Kamnitz, f. Česká Kamenice
- Horní Krupka, Obergraupen, f. Krupka
- Horní Krupá, Obergrupai, f. Kuřivody
- Horní Les, Oberwald, f. Libouchec
- Horní Libchava, Oberliebich, f. Horní Libchava
- Horní Maxov, Ober-Maxdorf, f. Josefův Důl
- Horní Mohelnice, -, f. Loukovec
- Horní Nezly, Obernösel, f. Býčkovice
- Horní Oldřichov, Oberullgersdorf, f. Děčín-Podmokly
- Horní Pertoltice, Oberberzdorf, f. Ves
- Horní Podluží, Ober-Grund, f. Dolní Podluží
- Horní Police, Politz, f. Horní Police
- Horní Polubný, Ober Polaun, f. Polubný
- Horní Poustevna, Ober-Einsiedel, f. Lobendava
- Horní Prysk, Ober-Preschkau, f. Horní Prysk
- Horní Ročov, -, f. Horní Ročov
- Horní Rokyta, Oberrokitai, f. Dolní Krupá
- Horní Rokytňany, -, f. Osenice
- Horní Růžodol, Ober-Rosenthal, f. Liberec
- Horní Řasnice, Baernsdorf, f. Nové Město p. S.
- Horní Řepčice, Oberřepsch, f. Býčkovice
- Horní Sedlo, Pass, f. Hrádek n. N.
- Horní Slivno, -, f. Dolní Slivno
- Horní Stakory, Oberstakor, f. Kosmonosy
- Horní Suchá, Obererzdorf, f. Liberec
- Horní Světlá, Oberlichtenwalde, f. Mařenice
- Horní Šebířov, Ober-Sebiře, f. Mukařov
- Horní Tříč, -, f. Vysoké n. J.
- Horní Týnec, Ober Tenzel, f. Třebušín
- Horní Valkeřice, Ober Algersdorf, f. Valkeřice
- Horní Ves, Oberdorf, f. Chomutov
- Horní Ves, Oberdorf, f. Litvínov
- Horní Vysoké, Ober-Wessig, f. Levín
- Horní Žleb, Obergrund, f. Děčín-Podmokly
- Horská Kamenice, -, f. Železný Brod
- Hořany, -, f. Opočno
- Hořany, Hareth, f. Most
- Hořenec, Hořenz, f. Měrunice
- Hořenice, Horschenitz, f. Kadaň
- Hoření Paseky, -, f. Světlá p. Ješ.
- Hoření Starý Dub, -, f. Světlá p. J.
- Hořenice, Horschenz, f. Chomutov
- Hořensko, -, f. Hrubá Skála
- Hořensko, -, f. Semily
- Hořetice, Horatitz, f. Hořetice
- Hostenice, -, f. Brozany
- Hostíkovice, Hospitz, f. Holany
- Hostín, -, f. Liblice
- Hostomice, Hostomitz, f. Světec
- Hostovice, Hottowies, f. Trmice
- Hoškovice, -, f. Mnichovo Hradiště
- Hošnice, Hoschnitz, f. Jirkov
- Hoštice, Hostitz, f. Nebočady
- Hoštka, Gastorf, f. Hoštka
- Hotovice, Hottowitz, f. Trmice
- Houska, Hauska, f. Bořejov
- Hrabětice, Grafendorf, f. Janov n. N.
- Hradčany, Kummer, f. Mimoň
- Hradec, -, f. Březina
- Hradec, Ratzken, f. Levín
- Hradec, -, f. Kadaň
- Hradečná, Sperbersdorf, f. Jirkov
- Hrádek, -, f. Libochovany
- Hrádek, -, f. Raná
- Hrádek n. N ., Grottau, f. Hrádek n. N.
- Hradiště, Ratsch, f. Bořislav
- Hradiště, Hraidisch, f. Hradiště
- Hradiště, Ratsch, f. Levín
- Hradiště, Radis, f. Klášterec n. O.
- Hradsko, Hrazko, f. Mšeno
- Hrachová, Erbelstein, f. Klášter n. O.
- Hrachovice, -, f. Turnov
- Hraničná, Graenzendorf, f. Rýnovice
- Hrbovice, Herbitz, f. Chabařovice
- Hrdlořezy, -, f. Kosmonosy
- Hrdlovka, Herrlich, f. Osek
- Hrdly, -, f. Dolánky
- Hrdoňovice, -, f. Újezd p. T.
- Hrob, Klostergrab, f. Hrob
- Hrobce, -, f. Libotenice
- Hrobčice, Hrobschitz, f. Mrzlice
- Hrubá Horka, -, f. Železný Brod
- Hrubá Skála, Gross-Skal, f. Hrubá Skála
- Hrubý Jeseník, -, f. Hrubý Jeseník
- Hrubý Lesnov, -, f. Hlavice
- Hrubý Rohozec, -, f. Jenišovice
- Hrušov, -, f. Horky n. J.
- Hrušovany, Hruschowan, f. Hrušovany
- Hrušovany, Hruschowan, f. Chomutov
- Hrušovka, Ruscholka, f. Velemín
- Hruštice, -, f. Turnov
- Hrzín, Grün, f. Kadaň
- Hřensko, Herrnskretschen, f. Hřensko
- Hřivice, -, f. Hřivice
- Hřivno, -, f. Dolní Slivno
- Hřmenín, -, f. Markvartice
- Hubálov, -, f. Loukovec
- Hubojedy, -, f. Mladějov
- Hudcov, Hundorf, f. Jeníkov
- Humnice, Humitz, f. Kadaň
- Huníkov, Henne, f. Česká Kamenice
- Huntířov, Huntiř, f. Bzí
- Huntířov, Güntersdorf, f. Huntířov
- Hůra, -, f. Libošovice
- Hůrka, Haarkau, f. Kadaň
- Hůrky, Horkau, f. Libočany
- Husa, -, f. Vlastibořice
- Husí Lhota, -, f. Plazy
- Huť, Labau, f. Krásná
- Hvězda, Sterndorf, f. Stvolínky
- Hvězdov, Höflitz, f. Svébořice
- Hvězdov, Höflitz, f. Mimoň
- Hvížďalka, -, f. Vinařice

## Ch
- Chabařovice, Karbitz, f. Chabařovice
- Chanov, Khan, f. Vtelno
- Chanov, Khan, f. Vtelno
- Charvátce, Charwatz, f. Libčeves
- Charvátce, -, f. Rejšice
- Chbany, Kwon, f. Soběsuky
- Chcebuz, Zebus, Chcebuz
- Chlístkov, -, f. Bzí
- Chlístov, -, f. Loukov
- Chloudov, -, f. Železný Brod
- Chloumek, -, f. Turnov
- Chloumek, -, f, Dobrovice
- Chloumek, -, f. Mělník
- Chlum, -, f. Vyskeř
- Chlum, -, f. Jablonec u Mimoně
- Chlum, Klum, f. Pavlovice
- Chlumec, Kulm, f. Chlumec
- Chlumčany, -, f. Cítoliby
- Chlumín, -, f. Všeborsko
- Chmelištná, Chmeleschen, f. Mašťov
- Chmelnice, Hopfengarten, f. Děčín-Podmokly
- Chocnějovice, -, f. Loukovec
- Chodeč, -, f. Vysoká
- Chodouny, -, f. Vetlá
- Chodovlice, -, f. Třebenice
- Chomouty, Komt, f. Sloup v Č.
- Chomutov, Komotau, f. Chomutov
- Choratice, Kartitz, f. Nebočady
- Choroušky, -, f. Chorušice
- Chorušice, -, f. Chorušice
- Chotěbudice, Kettowitz, f. Mašťov
- Chotěnice, Kudenitz, f. Kadaň
- Chotěšov, -, f. Chotěšov
- Chotětov, Kuttental, f. Chotětov
- Chotějovice, Kottowitz, f. Světec
- Chotiměř, Kottomirsch, Kottoměř, f. Velemín
- Chotiněves, Kuttendorf, f. Liběšice
- Chotovenka, Kotowenka, f. Světec
- Chotovice, Kottowitz, f. Skalice
- Chotyně; Ketten, f. Hrádek n. N.
- Chouč, Kautz, f. Želenice
- Chožov, -, f. Chožov
- Chraberce, -, f. Chožov
- Chrámce, Kramitz, f. Kozly
- Chrást, -, f. Mladá Boleslav
- Chrastava, Kratzau, f. Chrastava
- Chrástná, Krassa, f. Osečná
- Chrástná, Chrasnai, f. Sutom
- Chrášťany, Chraštian, f. Dlažkovice
- Chrášťany, Groschau, f. Mašťov
- Chrochvice, Kröglitz, f. Děčín-Podmokly
- Chřibská, Kreibitz, f. Chřibská
- Chřibská Nová Ves, Kreibitz-Neudörfel, f. Krásná Lípa
- Chuderov, Grosskaudern, f. Žežice
- Chuderovec, Kleinkaudern, f. Skorotice
- Chudeřice, Kutterschitz, f. Bílina
- Chudeřín, Bergesgrün, f. Litvínov
- Chudeřín, Kutterschin, f. Nové Sedlo
- Chudíř, -, f. Loučeň
- Chudolazy, Chudolas, f. Medonosy
- Chudoplesy, -, f. Bakov n. J.
- Chudoslavice, Kuteslawitz, f. Býčkovice
- Chuchelná, -, f. Semily
- Chutnovka, -, f. Turnov
- Chvalčovice, -, f. Český Dub
- Chvalín, -, f. Doksany
- Chválov, Qualen, f. Stebno

## J
- Jabkenice, -, f. Rejšice
- Jablonec, Jablonitz, f. Kozly
- Jablonec n. N ., Gablonz a. N., f. Jablonec n. N.
- Jablonec u Mimoně, Gablonz bei Niemes, f. Jablonec u M.
- Jablonecké Paseky, Schlang, f. Jablonec n. N.
- Jablonné v P ., Deutsch-Gabel, f. Jablonné v P.
- Jáchymov, Joachimsdorf, f. Brniště
- Jakuby, Jakuben, f. Nebočady
- Jalůvčí, Kalmswise, f. Bělá
- Janov, Jonsdorf, f. Arnoltice
- Janov, Johnsdorf, f. Horní Jiřetín
- Janov, Johannesdorf, f. Sloup v Č.
- Janov n. N ., Johannesberg, f. Janov n. N.
- Janova Ves, -, f. Vysoká
- Janovice, -, f. Český Dub
- Janovice, Johnsdorf, f. Kravaře
- Janovice, Johnsdorf, f. Rynoltice
- Janovka, Johannesberg, f. Velký Šenov
- Jánská, Jonsbach, f. Česká Kamenice
- Janův Důl, Johannesthal, f. Liberec
- Janův Důl, Johannesthal, f. Osečná
- Javornice, -, f. Libuň
- Javorník, -, f. Český Dub
- Javorník, Jaberlich, f. Dlouhý Most
- Javorník, -, f. Světlá p. J.
- Javory, Ohren, f. Javory
- Jedličná, Tanneberg, f. Polevsko
- Jedlka, Höflitz, f. Jedlka
- Jedlová, Tannendorf, f. Jiřetín p. J.
- Jeleč, Geltschhäuseln, f. Býčkovice
- Jelenice, Jelenitz, f. Liblice
- Jemníky, -, f. Mladá Boleslav
- Jenčice, Jenčitz, f. Třebenice
- Jenichov, -, f. Nebužely
- Jeníkov, Janegg, f. Jeníkov
- Jenišovice, Jenschowitz, f. Jenišovice
- Jenišův Újezd, Lang Ujezd, f. Jenišův Újezd
- Jeřmanice, Hermannsthal, f. Jeřmanice
- Jesenice, Herbstwiese, f. Děčín-Podmokly
- Jesenný, -, f. Bozkov
- Jestřábí, Jestřab, Rychnov u Jablonce n. N.
- Jestřebí, Habstein, f. Jestřebí
- Jestřebice, Jestřebitz, Šemanovice
- Ješovice, Jeschowitz, f. Liběchov
- Jetřichovice, Dittersbach, f. Jetřichovice
- Jezeří, Eisenberg, f. Most
- Jezová, Jesowai, f. Dolní Krupá
- Jezová, Jesowai, f. Kuřivody
- Jezvé, Neustadtl, f. Jezvé
- Jíkev, -, f. Hrubý Jeseník
- Jilem, -, f. Roprachtice
- Jilmová, Ulmbach, f. Chomutov
- Jílové, -, f. Držkov
- Jílové, Jillowei, f. Hodkovice n. M.
- Jílové, Eulau b. Bodenbach, f. Jílové
- Jimlín, -, f. Opočno
- Jindřichov, Hennersdorf, f. Jablonec n. N.
- Jindřichov, Heinersdorf, f. Kadaň
- Jindřichova Ves, Heinrichsdorf, f. Jirkov
- Jindřichovice p. S ., Heinersdorf b. T., f. Jindřichovice p. S.
- Jindřišská, Hannersdorf, f. Jirkov
- Jinolice, -, f. Libuň
- Jirkov, Görkau, f. Jirkov
- Jirkov, -, f. Železný Brod
- Jirsko, -, f. Loukov
- Jiřetín p. B ., Georgenthal, f. Smržovka
- Jiřetín p. J ., Sanct Goergenthal, f. Jiřetín p. J.
- Jiříčkov, -, f. Světlá p. J.
- Jiříkov, Georgswalde, f. Jiříkov
- Jistebsko, Gistey, f. Krásná
- Jištěrpy, Giessdorf, f. Hrušovany
- Jitrava, Deutsch-Pankraz, f. Jitrava
- Jivany, -, f. Libuň
- Jivina, -, f. Mukařov
- Jivina, -, f. Újezd p. T.
- Jivina, -, f. Vlastibořice
- Jizerka, Wilhelmshöhe, f. Polubný
- Jizerní Vtelno, -, f. Krnsko
- Josefov, -, f. Luštěnice
- Josefův Důl, Josefsthal, f. Josefův Důl
- Josefův Důl, Josefsthal, f. Kosmonosy
- Julčín, Julienau, f. Strážiště
- Juliovka, Juliusthal, f. Mařenice

## K
- Kacanovy, -, f. Vyskeř
- Kadaň, Kaaden, f. Kadaň
- Kadaňská Jeseň, Gössen, f. Kadaň
- Kadaňský Rohozec, Böhmische Rust, f. Mašťov
- Kadeřavec, -, f. Všeň
- Kadlín, -, f. Kadlín
- Kalek, Kallich, f. Jirkov
- Kalich, Kelch, f. Třebušín
- Kalovice, Kalwitz, f. Robeč
- Kámen, Heidenstein, f. Arnoltice
- Kamenec, Steinsdorf, f. Jílové
- Kamenec, Stengles, Klášter n. O.
- Kamení, -, f. Vlastibořice
- Kamenice, -, f. Boseň
- Kamenice, Kamnitz, f. Skorotice
- Kamenice, Deutsch-Kamnitz, f. Zákupy
- Kamenická Nová Víska, Kamnitz-Neudörfl, f. Markvartice u Děčína
- Kamenická Stráň, Kamnitzleiten, f. Růžová
- Kamenický Šenov, Steinschönau, f. Kamenický Šenov
- Kamenička, Steinbach, f. Nebočady
- Kamenná, Gesteinigt, f. Jílové
- Kamenná Horka, Steinhübel, f. Krásná Lípa
- Kamenná Voda, Stein Wasser, f. Vtelno
- Kamýk, Kamaik, f. Litoměřice
- Kanina, -, f. Mšeno
- Kamenický Důl, -, f. Mšeno
- Kaňkov, Ganghof, f. Želenice
- Karasy, Karasch, f. Holany
- Karlín, Karolinsthal, f. Lobendava
- Karlínky, Karolinsfeld, f. Liberec
- Karlov, Karlswald, f. Chrastava
- Karlov, Karlsberg, f. Janov n. N.
- Karlovec, -, f. Žerčice
- Karlovice, -, f. Turnov
- Karlovka, Karlsthal, f. Malá Bukovina
- Kaštice, Kaschitz, f. Pšov
- Kateřina, Katharinenthal, f. Dolní Podluží
- Kateřinky, Katharinberg, f. Liberec-Ruprechtice
- Katusice, -, f. Kováň
- Kdanice, -, f. Sobotka
- Keblice, Keblitz, f. Čížkovice
- Kerhartice, Gersdorf b. Böhmisch Kamnitz, f. Kerhartice
- Kladěruby, -, f. Žerčice
- Kladruby, Kladrob, f. Teplice
- Klamorná, -, f. Český Dub
- Klapý, Klapy, f. Klapý
- Klášterecká Jeseň, Gesseln, f. Klášterec n. O.
- Klášter - Hradiště, -, f. Mnichovo Hradiště
- Klášterec n. O ., Klösterle a. d. Eger, f. Klášterec n. O.
- Kletečná, Kletschen, f. Žim
- Kličín, Klitschin, f. Kněžice
- Kličnov, Klitschnei, Rychnov u Jablonce n. N.
- Klíny, Göhren, f. Litvínov
- Klíše, Kleischa, f. Ústí n. L.
- Klokoč, Klokotsch, f. Třebušín
- Klokočí, -, f. Klokočské Loučky
- Klokočka, -, f. Bakov n. J.
- Klokočské Loučky, -, f. Klokočské Loučky
- Kluček, Klutschkau, f. Liběšice u Žatce
- Klučky, Schönfeld, f. Polevsko
- Klučno, -, f. Mšeno
- Kluk, Kluk, f. Deštná
- Kluky, -, f. Skalsko
- Kly, -, f. Záboří
- Kněžice, Grossherrndorf, f. Jablonné v P.
- Kněžice, Knieschitz, f. Kněžice
- Kněžice, -, f. Libuň
- Kněžičky, Kneschitz, f. Český Dub
- Kněžičky, Kleinherrndorf, f. Jablonné v P.
- Kněžmost, -, f. Kněžmost
- Knínice, Kninitz, f. Nakléřov
- Knínice, Kninitz, f. Velké Chvojno
- Knínice, Kninitz, f. Zubrnice
- Koberovy, -, f. Železný Brod
- Kobylka, -, f. Jenišovice
- Kobylnice, -, f. Žerčice
- Kobyly, -, f. Loukov
- Kocanda, -, f. Vinařice
- Kocourkov, Katzendorf, f. Jeníkov
- Kocourov, -, f. Hodkovice n. M.
- Kocourov, Katzauer, f. Milešov
- Kočkov, Neugatschken, f. Žežice
- Kohoutovice, -, f. Hodkovice n. M.
- Kochovice, Kochowitz, f. Hoštka
- Kojetice, Kojeditz, f. Ústí n. L. - Střekov
- Kojetín, Koititz, f. Mašťov
- Kojovice, -, f. Čečelice
- Kokonín, Kukan, f. Jablonec n. N.
- Kokořín, -, f. Vysoká
- Kokořínský Důl, -, f. Vysoká
- Kolešov, Goleschau, f. Strojetice
- Kolibov, Kolleben, f. Církvice
- Kolné, Kolben, f. Stvolínky
- Kololeč, -, f. Třebenice
- Kolomuty, -, f. Plazy
- Komárov, -, f. Semily
- Komáří Vížka, Mückenberg, f. Krupka
- Komořany, Kommern, f. Most
- Končiny, -, f. Bzí
- Končiny, -, f. Skalsko
- Konětopy, -, f. Hřivice
- Konice, Kunitz, f. Mašťov
- Königsmühle, -, f. Bělá
- Konobrže, Kummerpusch, f. Most
- Konojedy, Konoged, f. Konojedy
- Konrádov, Konradsthal, f. Mšeno
- Kopanina, Kopain, Rychnov u Jablonce n. N.
- Kopec, Hemmehübel, f. Brtníky
- Kopeček, Spielhübl, f. Chomutov
- Koporeč, Koppertsch, f. Vtelno
- Koprník, -, f. Boseň
- Korce, Kortschen, f. Bořejov
- Korozluky, Kolosoruk, f. Vtelno
- Korunní, Krondorf, Klášter n. O.
- Koryta, -, f. Loukovec
- Kořenov, Wurzelsdorf, f. Polubný
- Kosmonosy, Kosmonos, f. Kosmonosy
- Kosořice, -, f. Rejšice
- Kosteřice, Kosteřitz, f. Jablonec u Mimoně
- Kostomlaty p. M ., Kostenblatt, f. Kostomlaty p. M.
- Košátky, -, f. Dolní Slivno
- Košík, -, f. Rožďalovice
- Košťálov, Koštial, f. Třebenice
- Košťany, Kosten, f. Košťany
- Koštice, -, f. Koštice
- Koštov, Kosten, f. Trmice
- Kotel, Kessel, f. Osečná
- Kotelice, Kutlitz, f. Třebušín
- Kotelsko, -, f. Rovensko p. T.
- Kotvina, Kettwa, f. Klášterec n. O.
- Kouty, -, f. Vyskeř
- Kováň, -, f. Kováň
- Kovanec, -, f. Skalsko
- Kovářská, Schmiedeberg, Vejprty
- Kozákov, -, f. Tatobity
- Kozojedy, -, f. Vinařice
- Kozlov, -, f. Mladějov
- Kozly, Kosel, f. Kozly
- Kozly, Kosel, f. Kvítkov
- Kozmice, -, f. Hlavice
- Kozodírky, -, f. Libáň
- Kracmanov, Kratzdorf, f. Jablonec u Mimoně
- Královka, Königshain, f. Šluknov
- Království, Königswalde, f. Království
- Kralupy u Chomutova, Deutsch-Kralupp, f. Kadaň
- Krásná, Schumburg, f. Krásná
- Krásná Lípa, Schönlinde, f. Krásná Lípa
- Krásná Lípa, Schönlind, f. Chomutov
- Krásná Studánka, Schönborn, f. Robeč
- Krásná Studánka, Schönborn, f. Stráž n. N.
- Krásná Ves, -, f. Kováň
- Krásné Březno, Aussig-Schönpriesen, f. Ústí n. L. Krásné Březno
- Krásné Pole, Schönfeld, f. Chřibská
- Krasnov, -, f. Vyskeř
- Krásný Buk, Schönbüchel, f. Krásná Lípa
- Krásný Dvoreček, Klein-Schönhof, f. Kadaň
- Krásný Dvůr, Schönhof, f. Buškovice
- Krásný Les, Schönwald, f. Krásný Les (Liberec)
- Krásný Les, Schönwald, f. Krásný Les (Ústí n. L.)
- Krásný Studenec, Schönborn, f. Děčín-Podmokly
- Kravaře, Graber, f ., Kravaře
- Krbice, Gross-Körbitz, f. Chomutov
- Krčkovice, -, f. Vyskeř
- Krčma, Kretscham, f. Klášterec n. O.
- Kristiánov, Christianaburg, f. Bělá
- Kristiánov, Christiansau, f. Dětřichov
- Kristiánov, Christiansthal, f. Janov n. N.
- Krnsko, -, f. Krnsko
- Krompach, Krombach, f. Krompach
- Kropáčova Vrutice, -, f. Dolní Slivno
- Kroučová, -, f. Dolní Ročov
- Krpy, -, f. Řepín
- Kruh, Kroh, f. Kruh
- Kruhy, -, f. Březina
- Krupice, Gruppitz, Klášter n. O.
- Krupka, Graupen, f. Krupka
- Kryry, Kriegern, f. Kryry
- Kryštofovo Údolí, Christofsgrund, f. Kryštofovo Údolí
- Křečovice, -, f. Rovensko p. T.
- Křemýž, Křemusch, f. Křemýž
- Křenov, Schönau, f. Dubá
- Křenovy, -, f. Újezd p. T.
- Křesín, -, f. Křesín
- Křešice, Krischwitz, f. Děčín
- Křešice, Křeschitz, f. Křešice
- Křešice, -, f. Libáň
- Křešov, Krzeschow, f. Chcebuz
- Křída, Kridai, f. Jablonec u Mimoně
- Křímov, Krima, f. Chomutov
- Křinec, -, f. Křinec
- Křižanov, Krinsdorf, f. Hrob
- Křižany, Kriesdorf, f. Křižany
- Křížatky, Kreuzweg, f. Horní Jiřetín
- Křížky, -, f. Jenišovice
- Ktová, -, f. Újezd p. T.
- Kučlín, Kutschlin, f. Bílina
- Kundratice, Kundratitz, f. Litoměřice
- Kundratice, Kunnersdorf, f. Jirkov
- Kunov, Kunau, f. Klášterec n. O.
- Kunová, Kunewalde, f. Jablonné v P.
- Kunratice, Kunersdorf, f. Česká Kamenice
- Kunratice, Kunnersdorf, f. Frýdlant v Č.
- Kunratice, Kunnersdorf, f. Kunratice
- Kunratice, Kunnersdorf, f. Šluknov
- Kunratice, Kunnersdorf, f. Vratislavice n. N.
- Kuřivody, Hühnerwasser, f. Kuřivody
- Květnov, Quinau, f. Jirkov
- Kvítkov, Quitkau, f. Kvítkov
- Kvítkov, Kwitkau, f. Modlany
- Kvítkovice, -, f. Turnov
- Kyjice, Kaitz, f. Jirkov
- Kyjov, Khaa, f. Doubice
- Kyškovice, Kischkowitz, f. Vetlá
- Kýšovice, Gaischwitz, f. Chomutov
- Kytlice, Kittlitz-Falkenau, f. Kytlice

## L
- Labe, Laab, f. Bzí
- Labská Stráň, Elbleiten, f. Arnoltice
- Lada, Jägersdorf, f. Česká Lípa
- Lada, -, f. Strážiště
- Lada v P ., Laden, f. Jablonné v P.
- Ladečka, Lichtenstein, f. Dolní Podluží
- Lahovice, Labowitz, f. Libčeves
- Lahošť, Loosch, f. Jeníkov
- Lasvice, Klemensdorf, f. Zákupy
- Lavice, -, f. Sobotka
- Lázně Kundratice, Bad Kunnersdorf, f. Osečná
- Lázně Libverda, Bad-Liebwerda, f. Hejnice
- Lažany, -, f. Přepeře
- Lažany, -, f. Vyskeř
- Lažany, Losan, f. Chomutov
- Lbín, Welbine, f. Bořislav
- Lbín, Welbine, f. Žitenice
- Ledce, -, f. Kadlín
- Ledce, -, f. Žerčice
- Ledečky, -, f. Rožďalovice
- Ledvice, Ladowitz, f. Ledvice
- Lelov, Lellowa, f. Bořislav
- Lenešice, -, f. Lenešice
- Leopoldka, Leopoldsruh, f. Velký Šenov
- Leská, Leska, f. Libčeves
- Lesná, Zuckmantel, f. Česká Lípa
- Lesná, Ladung, f. Horní Jiřetín
- Lesná, Hortau, f. Nebočady
- Lesné, Innozenzidorf, f. Jiřetín p. J.
- Lesní Mlýn, Buschmühle, f. Nebočady
- Lesnovek, -, f. Hlavice
- Lestkov, Leskau, f. Klášterec n. O.
- Lestkov, -, f. Tatobity
- Lešnice, Leschnitz, f. Tuhaň
- Leština, -, f. Markvartice
- Leštiná, Leschtine, f. Zubrnice
- Letařovice, -, f. Český Dub
- Letov, Letau, f. Letov
- Levín, Lewin, f. Levín
- Levínské Petrovice, Petrowitz, f. Levín
- Levonice, Lewanitz, f. Postoloprty
- Levousy, Libus, f. Křesín
- Lhenice, Welhenitz, f. Bořislav
- Lhota, Wellhütte, f. Dubá
- Lhota, Welhütten, f. Měcholupy
- Lhota, -, f. Semily
- Lhota, -, f. Sutom
- Lhota, Ollhotta, f. Úštěk
- Lhota p. D ., -, f. Domoušice
- Lhota p. P ., Deutsch-Welhota, f. Homole
- Lhotice, -, f. Boseň
- Lhotka, -, f. Nebužely
- Lhotka, -, f. Zlatá Olešnice
- Lhotka n. L ., Welhotta a. d. Elbe, f. Lovosice
- Lhotky, -, f. Březno
- Lhotsko, Hutzke, f. Levín
- Libáň, -, f. Libáň
- Libčeves, Liebshausen, f. Libčeves
- Libědice, Libotitz, f. Libědice
- Liběchov, Liboch, f. Liběchov
- Libentiny, -, f. Bzí
- Liberec, Reichenberg, f. Liberec
- Liběšice, Liebeschitz, f. Liběšice
- Liběšice, Liebeschitz, f. Želenice
- Liběšice u Zatce, Liebeschitz, f. Liběšice u Žatce
- Liběšovice, Lischwitz, f. Libořice
- Liběvice, Libotitz, f. Liběvice
- Libíč, -, f. Český Dub
- Libichov, -, f. Dobrovice
- Libínky, Libenken, f. Hrušovany
- Libkovice, Likwitz, f. Mariánské Radčice
- Liblice, -, f. Liblice
- Libnov, -, f. Vyskeř
- Libočany, Libotschan, f. Libočany
- Libochovany, Libochowan, f. Libochovany
- Libochovice, Libochowitz, f. Libochovice
- Liboňov, Liesdorf, f. Chlumec
- Libořice, Liboritz, f. Libořice
- Libošovice, -, Libošovice
- Libotenice, Liboteinitz, f. Libotenice
- Libovice, Libowies, f. Mšeno
- Libouchec, Königswald, f. Libouchec
- Libouš, Liebesch, f. Kadaň
- Libov, Lieben, f. Žežice
- Libuň, -, Libuň
- Libunec, -, f. Libuň
- Libverda, Liebwerd, f. Děčín
- Ličenice, Litschnitz, f. Úštěk
- Líčkov, Litschkau, f. Liběšice u Žatce
- Lično, -, f. Osenice
- Lideň, Glieden, f. Chomutov
- Lindava, Lindenau, f. Lindava
- Líny, Lina, f. Bukovno
- Lipá, Lipai, f. Sutom
- Lipenec, Lipenz, f. Opočno
- Lipětín, Lindau, f. Litvínov
- Lipnice, Limpach, f. Česká Kamenice
- Lipno, -, f. Opočno
- Lipová, Spansdorf, f. Čermná
- Lipová, Hainspach, f. Lipová
- Liptice, Liptitz, f. Duchcov
- Líska, Hasel, f. Česká Kamenice
- Lísky, -, f. Hlavice
- Lišany, Lischan, f. Hradiště
- Liščí, Röhrsdorf, f. Lipová
- Liščí Kotce, -, f. Rovensko p. T.
- Liškov, Lischken, f. Zubrnice
- Líšnice, Lischnitz, f. Vtelno
- Líšný, Lištné, f. Bzí
- Líšťany, -, f. Cítoliby
- Litice, Litnitz, f. Stvolínky
- Lítkovice, -, f. Všeborsko
- Litoměřice, Leitmeritz, f. Litoměřice
- Litochovice, Lichtowitz, f. Prackovice n. L.
- Litoltov, Liesen, f. Kadaň
- Litvínov, Oberleutensdorf, f. Litvínov
- Lkáň, -, f. Klapý
- Lobeč, -, f. Mšeno
- Lobendava, Lobendau, f. Lobendava
- Lochočice - Jedvina, Lochtschitz, f. Trmice
- Loktuše, -, f. Turnov
- Lom, Bruch, f. Mariánské Radčice
- Lomazice, Lametitz, f. Kadaň
- Lomy, Lummel, f. Robeč
- Loubí, Laube, f. Děčín
- Loubí, Lauben, f. Holany
- Loučeň, -, f. Loučeň
- Loučky, Schönau, f. Verneřice
- Loučná, Görsdorf, f. Hrádek n. N.
- Loučná, Wiesenthal, f. Jiříkov
- Loučná, Ladung, f. Osek
- Loučná, Lautsche, f. Ves
- Loučná n. N ., Lautschnei, f. Jablonec n. N.
- Louchov, Laucha, f. Klášterec n. O.
- Louka, Wiese, f. Litvínov
- Loukov, -, f. Loukov
- Loukov u Semil, -, f. Loukov u Semil
- Loukovec, -, f. Loukovec
- Loukovičky, -, f. Český Dub
- Lounice, Launitz, f. Litvínov
- Lounky, Launken, f. Vetlá
- Louny, Laun, f. Louny
- Loužek, -, f. Jenišovice
- Loužnice, -, f. Držkov
- Loveč, -, f. Mladějov
- Lovečkovice, Loschowitz, f. Levín
- Lovosice, Lobositz, f. Lovosice
- Lučany n. N ., Wiesenthal a. N., f. Lučany n. N.
- Luční Chvojno, Deutschkahn, f. Velké Chvojno
- Ludvíkov, Lusdorf, f. Nové Město p. S.
- Ludvíkovice, Losdorf, f. Děčín
- Luh, Mildenau, f. Raspenava
- Luhov, Luh, f. Brniště
- Luka, Luken, f. Okna
- Lukášov, Luxdorf, f. Rýnovice
- Lukavec, Lukawetz, f. Lovosice
- Lukavice, Lukowitz, f. Touchořiny
- Lukohořany, Lukohoř, f. Třebívlice
- Lukov, Lukow, f. Radovesice
- Lukov, Luka, f. Úštěk
- Lukovsko, Rutta, f. Úštěk
- Luštěnice, -, f. Luštěnice
- Lužec, Luschwitz, f. Český Bukov
- Lužec, Mildeneichen, f. Raspenava
- Lužec, Lust, f. Vidhostice
- Lužice, Luschitz, f. Vtelno
- Lužice, Luschitz, f. Kadaň
- Lužná, Philippenau, f. Huntířov
- Lužný, Aubach, f. Klášterec n. O.
- Lvová, Laemberg, f. Jablonné v P.
- Lysá, Leisten, f. Český Bukov
- Lysec, Liesnitz, f. Bořislav
- Lyskovice, Liskowitz, f. Světec

## M
- Mackov, Matzdorf, f. Litvínov
- Machnín, Machendorf, f. Chrastava
- Malá Bělá, Kleinweisl, f. Bakov n. J.
- Malá Bukovina, Klein Bocken, f. Malá Bukovina
- Malá Černoc, Kleintschernitz, f. Velká Černoc
- Malá Horka, -, f. Želený Brod
- Malá Javorská, Klein Jober, f. Verneřice
- Malá Lesná, Klein Spinnelsdorf, f. Kadaň
- Malá Lhota, -, f. Libošovice
- Malá Skála, -, f. Bzí
- Malá Veleň, Kleinwöhlen, f. Jedlka
- Malčice, -, f. Hlavice
- Malé Březno, Kleinpriesen, f. Most
- Malé Březno, Kleinpriesen, f. Svádov
- Malečov, Malschen, f. Proboštov
- Malé Horky, -, f. Strenice
- Malechovice, Malechowitz, f. Libošovice
- Malechovice-Zápolí, -, f. Mladějov
- Malé Chvojno, Kleinkahn, f. Velké Chvojno
- Malé Krhovice, Kleinkörbitz, f. Kadaň
- Malé Stínky, Klein-Zinken, f. Rychnov u Děčína
- Malešov, Malschen, f. Hoštka
- Malé Všelísy, -, f. Bezno
- Malé Žernoseky, Klein Žernosek, f. Lovosice
- Malhostice, Malhostitz, f. Bořislav
- Malíč, Malitschen, f. Litoměřice
- Málkov, Malkau, f. Chomutov
- Malnice, Mallnitz, f. Postoloprty
- Malobratřice, -, f. Boseň
- Malšovice, Malschwitz, f. Nebočady
- Malý Bor, Kleinhaide, f. Dobranov
- Malý Bor, Kleinheida, f. Sloup v Č.
- Malý Bor, Kleinhaide, f. Stvolínky
- Malý Borek, -, f. Mělník
- Malý Dub, Klein-Aicha, f. Český Dub
- Malý Háj, Kleinhan, f. Horní Jiřetín
- Malý Hrzín, Kleingrün, f. Klášter n. O.
- Malý Hubenov, Klein-Hubina, f. Liběchov
- Malý Rohozec, -, f. Jenišovice
- Malý Šachov, Klein Tschochau, f. Český Bukov
- Malý Šachov, Klein-Schokau, f. Žandov
- Malý Šenov, Klein-Schönau, f. Velký Šenov
- Malý Újezd, -, f. Mělník
- Maníkovice, -, f. Mnichovo Hradiště
- Manušice, Manisch, f. Horní Libchava
- Mariánská Hora, Marienberg, f. Albrechtice
- Mariánská Radčice, Maria-Radcitz, f. Mariánské Radčice
- Mariánské Údolí, Marienthal, f. Horní Jiřetín
- Marketa, Margarethendorf, f. Lobendava
- Markvarec, -, f. Hřivice
- Markvartice, Markersdorf, f. Jablonné v P.
- Markvartice, Markersdorf, f. Markvartice u Děčína
- Markvartice, -, f. Markvartice
- Maršovice, Marschowitz, f. Krásná
- Maršovice, Marschwitz, f. Pavlovice
- Maršov, Marschen, f. Bohosudov
- Mařenice, Gross-Mergthal, f. Mařenice
- Mařeničky, Kleinmergthal, f. Mařenice
- Martiněves, Merzdorf, f. Jílové
- Martinov, Merzdorf, f. Kadaň
- Martinovice, -, f. Všeborsko
- Mastířovice, Mastirzowitz, f. Vetlá
- Maškovice, Maschkowitz, f. Český Bukov
- Maškovice, Maschkowitz, f. Býčkovice
- Mašlovice, Meischlowitz, f. Český Bukov
- Mašov, -, f. Turnov
- Mašťov, Maschau, f. Mašťov
- Maxičky, Maxdorf, f. Bělá
- Maxov, Maxdorf, f. Sloup v Č.
- Mcely, -, f. Mcely
- Mečeříž, -, f. Dolní Slivno
- Mečíř, -, f. Bošín
- Měděnec, Kupferberg, Vejprty
- Medonosy, Medonost, f. Medonosy
- Medvědice, Nedwieditsch, f. Milešov
- Měcholupy, Miecholup, f. Měcholupy
- Mělnická Vrutice, -, f. Mělník
- Mělnické Vtelno, -, f. Chorušice
- Mělník, Melk, f. Klášter n. O.
- Mělník, Melnik, f. Mělník
- Mělník-Pšovka, -, f. Mělník-Pšovka
- Menhartice, Märzdorf, f. Chomutov
- Merboltice, Mertendorf, f. Merboltice
- Měrunice, Meronitz, f. Měrunice
- Meziboří, Schönbach, f. Litvínov
- Meziluží, -, f. Libošovice
- Mezihoří, Gersdorf, f. Jirkov
- Meziříčí, Meseritz, f. Klášterec n. O.
- Mezná, Stimmersdorf, f. Růžová
- Mezní Louka, Rainwiese, f. Růžová
- Michalovice, Michelsberg, f. Bukovno
- Michalovice, Michelsberg, f. Litoměřice
- Michanice, Michanitz, f. Chomutov
- Michovka , -, f. Klokočské Loučky
- Mikov, -, f. Záboří
- Mikulášovice, Nixdorf, f. Mikulášovice
- Mikulášovičky, Klein-Nixdorf, f. Mikulášovice
- Mikulov, Niklasberg, f. Mikulov
- Mikulovice, Niklasdorf, f. Kadaň
- Mikulovice, Nickelsdorf, f. Horní Jiřetín
- Milá, Millai, f. Vtelno
- Milbohov, Elbogen, f. Stebno
- Milčeves, Miltschowes, f. Radíčeves
- Milešov, Mileschau, f. Milešov
- Milíře, Kohlstatt, f. Jeřmanice
- Milířsko, Mühlörzen, f. Těchlovice
- Milošice, Miloschitz, f. Radíčeves
- Milžany, Milsau, f. Kadaň
- Mimoň, Niemes, f. Mimoň
- Minice, Minitz, f. Minice
- Minkovice, Minkvitz, f. Frýdlant v Č.
- Minkovice, Münkendorf, f. Liberec-Rochlice
- Mírkov, Mörkau, f. Mojžíř
- Mirošovice, Mireschowitz, f. Želenice
- Miřejovice, Mirschowitz, f. Litoměřice
- Miřetice, Meretitz, f. Klášterec n. O.
- Miřetice u Vintířova, Meretitz, f. Mašťov
- Místo, Platz, f. Chomutov
- Mistrovice, Meistersdorf, f. Volfartice
- Mladá Boleslav, Jungbunzlau, f. Mladá Boleslav
- Mladé Mladey, f. Býčkovice
- Mladějov, -, f. Mladějov
- Mladostov, -, f. Vyskeř
- Mlatce, Josefswille, f. Benešov n. P.
- Mlazice, -, f. Mělník-Pšovka
- Mlékojedy, Deutsch-Mlikojed, f. Litoměřice
- Mlýnce, Lünz, f. Vidhostice
- Mlýnec, Leinitz, f. Milešov
- Mlýnice, Mühlscheibe, f. Nová Ves
- Mlýniště, Leinisch, f. Žežice
- Mlýny, Grundmühlen, f. Hrob
- Mlýny, Hillemühle, f. Kytlice
- Mnichov, München, f. Čermná
- Mnichov, Minichhof, f. Raná
- Mnichovo Hradiště, Münchengrätz, f. Mnichovo Hradiště
- Mnichovský Týnec, Kamenná Tejnice, f. Chožov
- Mníšek, Einsiedel, f. Mníšek
- Mníšek, Einsiedel, f. Horní Jiřetín
- Močítka, -, f. Loukov
- Modlany, Modlan, f. Modlany
- Modrá, Riegersdorf, f. Jílové
- Modřišice, -, f. Všeň
- Mohelka, -, f. Rychnov u Jablonce n. N.
- Mohelky, -, f. Hlavice
- Modlibohov, -, f. Světlá p. J.
- Mohelnice, Müglitz, f. Habartice
- Mohelnice n. J ., -, f. Mnichovo Hradiště
- Mojžíř, Mosern, f. Mojžíř
- Mokrý, -, f. Všeň
- Mokřiny, -, f. Jenišovice
- Moldava, Moldau, f. Moldava
- Morava, Mähren, f. Příchovice
- Moravany, Morowan, f. Stebno
- Moravěves, Morawes, f. Vtelno
- Mory, Mohr, f. Mory
- Most, Brüx, f. Most
- Mošnice, Maschnitz, f. Tuhaň
- Mošnov, Moschen, f. Bořislav
- Mradice, Mraditz, f. Postoloprty
- Mrkvojedy, -, f. Markvartice
- Mrsklesy, Merskles, f. Sutom
- Mrzlice, Merzlitz, f. Mrzlice
- Mstišov, Tischau, f. Dubí u Teplic
- Mšeno, -, f. Mšeno
- Mšeno n. Nisou, Grünwald, f. Jablonec n. N.
- Muckov, Mutzke, f. Levín
- Muchov, -, f. Semily
- Mukařov, -, f. Bzí
- Mukařov, Munker, f. Mukařov u Mladé Boleslavi
- Mukařov, -, f. Mukařov
- Mukoděly, Mokotill, f. Vidhostice
- Mukov, Mukow, f. Mrzlice
- Mužský, -, f. Boseň
- Myštice, Michzen, f. Býčkovice
- Mýtinka, Rödling, f. Klášterec n. O.

## N
- Načetín, Natschung, f. Jirkov
- Náčkovice, Natschowitz, f. Mukařov
- Naděje, Hoffnung, f. Mařenice
- Na Fučíkovské, Futschigfelden, f. Kruh
- Náhlov, Nahlau, f. Hlavice
- Nakléřov, Nollendorf, f. Nakléřov
- Nantíškov, -, f. Hlavice
- Násedlnice, -, f. Bakov n. J.
- Naší, Naschau, f. Chomutov
- Na Špici, Spitz, f. Chomutov
- Na Tokání, Balzhütte, f. Jetřichovice
- Navarov, -, f. Držkov
- Nebočady, Neschwitz, f. Nebočady
- Nebovazy, Nokowitz, f. Chomutov
- Nebužely, -, f. Nebužely
- Nečemice, Nečenitz, f. Nečemice
- Nečichy, -, f. Louny
- Nedamov, Nedam, f. Dubá
- Nedvězí, Nedoweska, f. Deštná
- Nedvězí, -, f. Semily
- Nehasice, Nehasitz, f. Bitozeves
- Nechranice, Negranitz, f. Soběsuky
- Nechvalice, Nechwalitz, f. Bořislav
- Němčany, Niemtschau, f. Mašťov
- Němčí, Nemschen, f. Proboštov
- Němčice, -, f. Dobrovice
- Němečky, Nemetschken, f. Křemýž
- Nemilkov, Nemelkau, f. Vtelno
- Nemyslovice, -, f. Bezno
- Nepomyšl, Pomeisl, f. Nepomyšl
- Neprobylice, Neprowitz, f. Kněžice
- Nepřevázka, -, f. Dobrovice
- Nepřívěč, -, f. Sobotka
- Nesvačily, -, f. Hlavice
- Neštědice, Nestersitz, f. Mojžíř
- Neštěmice, Nestomitz, f. Mojžíř
- Netolice, -, f. Markvartice
- Neustück, Neustüčk, f. Polubný
- Neveklovice, -, f. Mukařov u Mladé Boleslavi
- Nezabylice, Neosablitz, f. Chomutov
- Neznabohy, Niesenbahn, f. Skorotice
- Niměřice, -, f. Strenice
- Nosálov, Nossadl, f. Bezdědice
- Nouzov, -, f. Semily
- Nová Hospoda, Neuschänke, f. Bezděz
- Nová Chřibská, Neukreibitz, f. Chřibská
- Nová Louka, Neu-Wiese, f. Janov n. N.
- Nová Oleška, Neu-Ohlisch, f. Huntířov
- Nová Skalka, Neukalken, f. Doksy
- Nová Starost, Neusorge, f. Rynoltice
- Nová Telib, -, f. Březno
- Nová Ves, -, f. Bakov n. J.
- Nová Ves, Neudorf, f. Bělá
- Nová Ves, -, f. Boseň
- Nová Ves, Willersdorf, f. Litvínov
- Nová Ves, Neudorf, f. Chomutov
- Nová Ves, -, f. Hrubá Skála
- Nová Ves, Neudorf, f. Jablonec n. N.
- Nová Ves, Neudorf, f. Nová Ves u Chrastavy
- Nová Ves, Neudorf, f. Smržovka
- Nová Ves, Neudörfl, f. Ústí n. L. - Střekov
- Nová Ves, Neudörfl, f. Teplice
- Nová Ves, Neudörfl, f. Touchořiny
- Nová Ves, Neudörfel, f. Tuhaň
- Nová Ves, Neudörfel, f. Volfartice
- Nová Ves u Pláně, Neudörfel, f. Homole
- Nová Ves v Horách, Gebirgsneudorf, f. Nová Ves v Horách
- Nová Vesnička, Neuhäusel, f. Býčkovice
- Nová Víska, Neudörfel, f. Chrastava
- Nová Víska, Neudörfel, f. Lobendava
- Nová Víska, Neudörfl, f. Klášterec n. O.
- Nová Víska, Neudörfel, f. Nová Ves u Chrastavy
- Nová Víska, Neudörfel, f. Kadaň
- Nová Víska u Rokle, Neudörfl, f. Kadaň
- Nová Železná, Neuschöllesen, f. Radíčeves
- Nové Domky, Neuhäusel, f. Sloup v Č.
- Nové Dvory, -, f. Doksany
- Nové Dvory, Neuhof, f. Bořislav
- Nové Hraběcí, Neu-Grafenwalde, f. Šluknov
- Nové Kopisty, Deutsch-Kopist, f. Bohušovice n. O.
- Nové Křečany, Neu-Ehrenberg, f. Staré Křečany
- Nové Město, Neustadt, f. Mikulov
- Nové Město p. S., Neustadt a. T., f. Nové Město p. S.
- Nové Modlany, Neu-Modlan, f. Modlany
- Nové Osinalice, Neu-Wosnalitz, f. Horní Vidim
- Nové Pavlovice, Neu-Paulsdorf, f. Liberec
- Nové Sedlo, Neusattel, f. Nové Sedlo
- Nové Sedlo n. B., Neudorf a. d. Biela, f. Jirkov
- Nové Třebčice, Deutsch-Trebetitsch, f. Mašťov
- Nové Tupadly, Neu-Tupadl, f. Horní Vidim
- Nové Verneřice, Neuwernsdorf, f. Hrob
- Nové Zákupy, Neureichstadt, f. Zákupy
- Nové Zámky, Neuschloss, f. Křinec
- Nové Zvolání, Neugeschrei, Vejprty
- Novina, Neuland, f. Jezvé
- Novina, Neuland, f. Kryštofovo Údolí
- Noviny p. R., Neuland, f. Stráž p. R.
- Novosedlice, Weiskirchlitz, f. Novosedlice
- Novosedlo, Neugrund, f. Horní Police
- Nový Berštejn, Neuperstein, f. Dubá
- Nový Bor, Haida, f. Nový Bor
- Nový Dvůr, Neuhof, f. Hrubý Jeseník
- Nový Dvůr, -, f. Libáň
- Nový Dvůr, Neuhof, f. Petrovice
- Nový Dvůr, Neuhof, f. Šemanovice
- Nový Harcov, Neu-Harzdorf, f. Liberec
- Nový Hrad, -, f. Opočno
- Nový Jiříkov, Neugeorgswalde, f. Jiříkov
- Nový Les, Neuwald, f. Svádov
- Nový Luhov, Neu-Luh, f. Stráž p. R.
- Nový Mlýn, Neumühl, f. Jablonec u Mimoně
- Nový Mlýnec, Neulenzel, f. Býčkovice
- Nový Oldřichov, Ullrichsthal, f. Kamenický Šenov
- Nový Svět, Neuwald, f. Vratislavice n. N.
- Nový Šídlov, Neuschiedel, f. Dobranov
- Nový Týnec, Neuthein, f. Levín
- Nučničky, -, f. Libotenice
- Nudvojovice, -, f. Turnov

## O
- Obora, -, f. Obora
- Obora, Wobern, f. Okna
- Obora, -, f. Všeborsko
- Obrnice, Obernitz, f. Vtelno
- Obrok, Wobrok, f. Tuhaň
- Obrovice, Wobern, f. Mašťov
- Obrubce, -, f. Všeborsko
- Obruby, -, f. Všeborsko
- Obřice, Wobořitz, f. Dlažkovice
- Očihov, Gross-Otschehau, f. Podbořany
- Očihovec, Klein-Otschehau, f. Strojetice
- Odolenovice, -, f. Jenišovice
- Odolice, Wodolitz, f. Kozly
- Ohníč, Wohontsch, f. Křemýž
- Ohrazenice, -, f. Přepeře
- Okna, Woken, f. Jablonec u Mimoně
- Okna, Wocken, f. Křešice
- Okna, Woken, f. Okna
- Okoří, Ukkern, f. Chomutov
- Okounov, Okenau, Klášter n. O.
- Okrouhlá, Schaiba, f. Skalice
- Okrouhlík, Bauscheibe, f. Huntířov
- Okrouhlík, -, f. Mělník
- Okřešice, Aschendorf, f. Česká Lípa
- Olešnice, Waldschnitz, f. Svádov
- Olešnice, -, f. Všeň
- Olešno, -, f. Mšeno
- Oldřichov, Ulgersdorf, f. Benešov n. P.
- Oldřichov, Ullgersdorf, f. Jeníkov
- Oldřichov na Hranicích, Ullersdorf, f. Hrádek n. N.
- Oldřichov v Hájích, Buschullersdorf, f. Mníšek
- Oldříš, Ullersdorf, f. Moldava
- Oleško, -, f. Libotenice
- Olšina, -, f. Březina
- Olšina, Wolschen, f. Jablonec u Mimoně
- Olšinky, Wolfschlinge, f. Svádov
- Ondřejov, Endersgrün, f. Klášterec n. O.
- Ondříkovice, -, f. Jenišovice
- Opárno, Wopparn, f. Velemín
- Oploty, Oblat, f. Kněžice
- Opočno, -, f. Opočno
- Orasice, Worasitz, f. Chožov
- Orasín, Uhrissen, f. Jirkov
- Osečná, Oschitz, f. Osečná
- Osečná, Oschitz, f. Pavlovice
- Osek, Ossek, f. Osek
- Osek, -, f. Sobotka
- Osenice, -, f. Osenice
- Osinalice, Gross-Wosnalitz, f. Deštná
- Osinalice, Gross-Wosnalitz, f. Horní Vidim
- Osinaličky, Klein-Wosnalitz, f. Medonosy
- Oskořínek, Woskořinek, f. Hrubý Jeseník
- Oslovice, Waslowitz, f. Holany
- Oslovice, Woslowitz, Klášter n. O.
- Ostašov, Berzdorf, f. Liberec
- Ostinov, Himmelstein, f. Klášter n. O.
- Ostré, Westrum, f. Kadaň
- Ostré, Neuland, f. Úštěk
- Ostrov, Eiland, f. Tisá
- Ostrý, -, f. Kadlín
- Ošťovice, -, f. Sobotka
- Osvinov, Gesmesgrün, f. Klášter n. O.
- Otvice, Udwitz, f. Jirkov
- Ouč, -, f. Loukovec
- Ovčáry , -, f. Žerčice
- Ovesná, Habendorf, f. Benešov n. P.

## P
- Paceřice, -, f. Jenišovice
- Padařovice, -, f. Vlastibořice
- Padouchov, -, f. Světlá p. J.
- Páleč, Palitsch, f. Milešov
- Palohlavy, Halbehaupt, f. Svébořice
- Panenská, Jungferndorf, f. Nakléřov
- Panenská Hůrka, Frauenberg, f. Bílý Kostel n. N.
- Panská Ves, Herrndorf, f. Dubá
- Panský, Herrnwalde, f. Brtníky
- Paseky, -, f. Libuň
- Paseky n. J., -, f. Paseky n. J.
- Pastviny, Grünwald, f. Moldava
- Pastviny, Weiden, f. Kadaň
- Pařezská Lhota , -, f. Libuň
- Pařidla, Paredl, f. Most
- Pařízek, -, f. Mladějov
- Patokryje, Patokrey, f. Vtelno
- Patřín, -, f. Loučeň
- Pavlíčky, Pablitschka, f. Tuhaň
- Pavlov, Ahrendorf, f. Kadaň
- Pavlovice, Pablowitz, f. Pavlovice
- Pěčice, -, f. Dobrovice
- Pekařka, Bäckenhain, f. Bílý Kostel n. N.
- Pekelský Důl, Höllegrund, f. Česká Kamenice
- Peklo, Karolinthal, f. Raspenava
- Pekloves, -, f. Libuň
- Pelechov, -, f. Železný Brod
- Pelešany, -, f. Turnov
- Pelíkovice, Pelkowitz, f. Hodkovice n. M.
- Penčín, -, f. Loukov
- Perštejn, Pürstein, f. Klášterec n. O.
- Pertoltice p. R., Barzdorf, f. Mimoň
- Pesvice, Pösswitz, f. Chomutov
- Petlery, Bettlern, f. Klášterec n. O.
- Petkovy, -, f. Řitonice
- Petrašovice, -, f. Hodkovice n. M.
- Petrovice, Peterswald, f. Petrovice
- Petrovice, Petersdorf, f. Jablonné v P.
- Pěnčín, Pintschey, f. Krásná
- Pětikozly, -, f. Strenice
- Pětipsy, Fünfhunden, f. Kadaň
- Pihel, Pihl, f. Sloup v Č.
- Pilínkov, Heinersdorf, f. Liberec-Rochlice
- Pipice, -, f. Železný Brod
- Písečná, Piessnig, f. Dobranov
- Písečná, Sandl, f. Litvínov
- Písková Lhota, -, f. Krnsko
- Píšťany, Pistian, f. Libochovany
- Pláň, Plan, f. Most
- Plattenhof, -, f. Mašťov
- Platzer Grund, -, f. Chomutov
- Plavy, Plaw, f. Velké Hamry
- Plazy, -, f. Plazy
- Plesa, Plesse, f. Sloup v Č.
- Plešivec, Kahlenberg, f. Bořejov
- Plhov, -, f. Mladějov
- Ploskovice, Ploschkowitz, f. Býčkovice
- Ploukonice, -, f. Všeň
- Ploužnice, Plauschnitz, f. Mimoň
- Plužná, -, f. Bělá p. B.
- Pnětluky, Netluky, f. Dlažkovice
- Pnětluky, -, f. Hřivice
- Pňovičky, Knibitschken, f. Křemýž
- Počátky, -, f. Příchovice
- Počedělice, Počedliltz, f. Chožov
- Počeplice, Počeplitz, f. Štětí
- Počerady, Potscherad, f. Břvany
- Podbořany, Podersam, f. Podbořany
- Podbořanský Rohozec, Teutschenrust, f. Nepomyšl
- Poddoubí, -, f. Vyskeř
- Podháj, -, f. Všeň
- Podháj, -, f. Hrubá Skála
- Podhora, -, f. Český Dub
- Podhora, -, f. Mnichovo Hradiště
- Podhoří, Deutsch-Neudorfel, f. Skorotice
- Podhůří, Schimberg, f. Jirkov
- Podhradí, -, f. Bakov n. J.
- Podjestřábí, -, f. Český Dub
- Podkost, -, f. Libošovice
- Podlázky, -, f. Bukovno
- Podlesí, Waldek, f. Horní Police
- Podlesice, Podletitz, f. Mašťov
- Podlešín, Padloschin, f. Stebno
- Podlužany, -, f. Rožďalovice
- Podmilesy, Pöllma, f. Klášterec n. O.
- Podmoklice, -, f. Semily
- Podolí, -, f. Bělá p. Bez.
- Podolí, Podol, f. Mělník
- Podolí, -, f. Mnichovo Hradiště
- Podolí, Podol, f. Rožďalovice
- Podtýn, -, f. Rovensko p. T.
- Podviní, Podiwin, f. Žitenice
- Podvrší, Kühthal, f. Osečná
- Pohledy, Pahlet, f. Most
- Pohořany, Pohořan, f. Žitenice
- Pohoří, Pohoř, f. Proboštov
- Pohoří, -, f. Všeň
- Pohorsko, Hundorf, f. Konojedy
- Pohradice, Poratsch, f. Světec
- Pohraničí, Reizenhein, f. Chomutov
- Podsedice, Podseditz, f. Dlažkovice
- Pochválov, -, f. Dolní Ročov
- Pojedy, Pojed, f. Žitovlice
- Pokratice, Pokratitz, f. Litoměřice
- Pokutice, Pokatitz, f. Kadaň
- Poláky, Pohlig, f. Kadaň
- Pole, Felden, f. Jablonné v P.
- Polepy, Polepp, f. Hrušovany
- Polerady, Polehrad, f. Vtelno
- Polesí, Finkendorf, f. Rynoltice
- Polevsko, Blottendorf, f. Polevsko
- Polubný, Polaun, f. Polubný
- Popelnice, Popelnitz, f. Šumburk n. D.
- Popelov, Popeln, f. Pavlovice
- Popluží, Vorwerk, f. Rumburk
- Poplze, -, f. Libochovice
- Popovice, Pfaffendorf, f. Děčín-Podmokly
- Popovičky, Poppendörfl, f. Huntířov
- Postřelná, Postrum, f. Jablonné v P.
- Postoloprty, Postelberg, f. Postoloprty
- Potočná, Schönbach, f. Kadaň
- Potočná, Tiefenbach, f. Příchovice
- Poustka, Paustka, f. Český Bukov
- Poustka, Wustung, f. Frýdlant v Č.
- Poustka, Wüstegut, f. Rumburk
- Povrly, Pömmerle, f. Roztoky
- Pozorka, Zuckmantel, f. Novosedlice
- Prackov, -, f. Klokočské Loučky
- Prackovice n. L ., Praskowitz a. d. Elbe, f. Prackovice n. L.
- Prahly, Pröhl, f. Kadaň
- Prácheň, Parchen, f. Prácheň
- Pravčická Brána, Prebischthor, f. Hřensko
- Proboštov, Probstau, f. Novosedlice
- Proboštov, Proboscht, f. Proboštov
- Prodašice, -, f. Osenice
- Proseč, Proschwitz, f. Jablonec u Mimoně
- Proseč, -, f. Semily
- Proseč, -, f. Tatobity
- Proseč n. N ., Proschwitz, f. Vratislavice n. N.
- Proseč p. J ., -, f. Světlá p. J.
- Prosetice, Prosetitz, f. Teplice
- Prosetín, Prosseln, f. Nebočady
- Prosíčka, -, f. Bzí
- Prosmyky, Prosmik, f. Litoměřice
- Prostřední Žleb, Mittelgrund, f. Děčín-Podmokly
- Protivná, -, f. Bzí
- Provodín, Mickenhan, f. Jestřebí
- Prunéřov, Brunnersdorf, f. Kadaň
- Přáslavice, -, f. Turnov
- Přebytek, Uberschar, f. Nové Město p. S.
- Předlánce, Priedlanz, f. Frýdlant v Č.
- Předlice, Predlitz, f. Předlice
- Přední Cínovec, Vorderzinnwald, f. Cínovec
- Přední Lhota, Niederwellhotten, f. Těchlovice
- Přední Nezly, Vordernessel, f. Touchořiny
- Přepeře, -, f. Dolní Bousov
- Přepeře, -, f. Přepeře
- Přerov, Pschüra, f. Těchlovice
- Přeskaky, Przesau, f. Soběsuky
- Přestanov, Pristen, f. Chabařovice
- Přezetice, Prösteritz, f. Kadaň
- Příběnice, Přibenz, f. Vidhostice
- Příbram, Biebersdorf, f. Rychnov u Děčína
- Přibyslavice, -, f. Hlavice
- Příhrazy, -, f. Březina
- Příchovice, Přichowitz, f. Příchovice
- Příchovice, Stephansruh, f. Polubný
- Příchvoj, -, f. Markvartice
- Příkrý, -, f. Bozkov
- Přípeř, Peiperz, f. Děčín-Podmokly
- Přísečnice, Pressnitz, f. Vejprty
- Příšovice, -, f. Přepeře
- Přítkov, Judendorf, f. Novosedlice
- Přívlaka, -, f. Roprachtice
- Přívlaky, Pröhlig, f. Chomutov
- Psinice, -, f. Libáň
- Pšov, Schaab, f. Pšov
- Ptačí, Vogelgesang, f. Nebočady
- Ptýrov, -, f. Michovo Hradiště
- Ptýrovec, -, f. Michovo Hradiště
- Pulečný, Puletschnei, Rychnov u Jablonce n. N.
- Pustiny, Wustung, f. Příchovice
- Pyšná, Stolzenhan, f. Jirkov
- Pytlíkov, Pittling, f. Bořislav
- Pytlíkovský Mlýn, Sägemühl, f. Jablonec u Mimoně

## R
- Rabakov, -, f. Řitonice
- Rabštejn, Rabenstein, f. Horní Police
- Račetice, Ratschitz, f. Libědice
- Račice, Retschitz, f. Kadaň
- Račice, -, f. Štětí
- Radčice, Ratschendorf, f. Stráž n. N.
- Radčice, -, f. Železný Brod
- Radeč, Schossendorf, f. Horní Police
- Radeč, -, f. Hrubá Skála
- Radechov, Radigau, f. Mašťov
- Radejčín, Radzein, f. Žim
- Radenov, Rodenau, f. Jirkov
- Radešín, Gratschen, f. Žežice
- Radíčeves, Reitschowes, f. Radíčeves
- Radimovice, -, f. Vlastibořice
- Rádlo, Radl, Rychnov u Jablonce n. N.
- Radnice, Redenitz, f. Kadaň
- Radonice, Radonitz, f. Mašťov
- Radoňovice, Radonowitz, f. Hodkovice n. M.
- Radostice, Radositz, f. Čížkovice
- Radostín, -, f. Hodkovice n. M.
- Radouň, Radaun, f. Chcebuz
- Radouň, -, f. Řepín
- Radovesice, Radowesitz, f. Libochovice
- Radovesice, Radowesitz, f. Radovesice
- Radvanec, Radowitz, f. Sloup v Č.
- Radvanice, -, f. Český Dub
- Radvanovice, -, f. Hrubá Skála
- Ráj, -, f. Mšeno
- Ráj, Rein, f. Stvolínky
- Rájec, Raiza, f. Tisá
- Rájov, Reihen, f. Klášterec n. O.
- Rakousy, -, f. Klokočské Loučky
- Ralsko, -, f. Mimoň
- Raná, Rannay, f. Raná
- Rané, Morgendorf, f. Kravaře
- Raspenava, Raspenau, f. Raspenava
- Rašov, Rascha, f. Litvínov
- Rašovice, Roschwitz, f. Klášterec n. O.
- Rašovice, Raschowitz, f. Robeč
- Rašovka, Raschen, f. Dlouhý Most
- Ratiboř, Rodbern, f. Mašťov
- Razice, Rasitz, f. Mrzlice
- Rejdice, Reiditz, f. Příchovice
- Rejšice, -, f. Rejšice
- Režný Újezd, Režný Aujezd, f. Velemín
- Robeč, Robitz, f. Kvítkov
- Robeč, Robitsch, f. Robeč
- Rohatce, -, f. Libotenice
- Rohatsko, -, f. Dolní Bousov
- Rohliny , -, f. Turnov
- Rochlice, Röchlitz bei Reich., f. Liberec-Rochlice
- Rochov, -, f. Brozany
- Rochov, Roche, f. Strážiště
- Roketnice, -, f. Hrubá Skála
- Rokle, Rachl, f. Kadaň
- Rokytovec, -, f. Strenice
- Romanov, -, f. Mšeno
- Roprachtice, -, f. Roprachtice
- Rostkov, -, f. Loukovec
- Roudné, Raudney, f. Skorotice
- Roudníky, Raudnig, f. Trmice
- Roudný, -, f. Jenišovice
- Roudný , -, f. Rovensko p. T.
- Rousínov, Morgentau, f. Cvikov
- Rousovice, -, f. Mělník
- Roveň, Rowney, f. Český Dub
- Roveň, -, f. Mladějov
- Rovensko p. T., Týn-Rovensko, f. Rovensko
- Rozbělesy, Rosawitz, f. Děčín-Podmokly
- Rozhled, Tollenstein, f. Jiřetín p. J.
- Rozkov, -, f. Michovo Hradiště
- Rozstání, -, f. Světlá p. J.
- Roztoky, Rongstock, f. Roztoky
- Roztoky u Semil, -, f. Bozkov
- Roztyly, Rostial, f. Soběsuky
- Rožany, Rosenhain, f. Šluknov
- Rožátov, -, f. Kosmonosy
- Rožďalovice, -, f. Rožďalovice
- Rtyně n. B., Hertine, f. Bořislav
- Rudolfov, Rudolfsthal, f. Liberec
- Rudolice, Rudelsdorf, f. Horní Jiřetín
- Rudolice, Rudelsdorf, f. Vtelno
- Rumburk, Rumburg, f. Rumburk
- Ruprechtice, Ruppersdorf bei Reichenberg, f. Liberec-Ruprechtice
- Růžek, Hoheneck, f. Nová Ves
- Růžodol I ., Rosenthal, f. Liberec
- Růžodol, Rosenthal , f. Most
- Růžová, Rosenthal, f. Brniště
- Růžová, Rosengarten, f. Mašťov
- Růžová, Rosendorf, f. Růžová
- Růžový Vrch, Rosenberg, f. Růžová
- Rvenice, Ferbenz, f. Postoloprty
- Rybáře, Fischerei, f. Mělník
- Rybňany, Ribnian, f. Staňkovice
- Rybnice, -, f. Loukov u Semil
- Rybník , -, f. Vlastibořice
- Rybniště, Teichstatt, f. Chřibská
- Rybnov, Rübenau, f. Holany
- Rýdeč, Ritschen, f. Třebušín
- Rydvaltice, Riedwalitz, f. Hodkovice n. M.
- Rychnov u Děčína, Reichen, f. Rychnov u Děčína
- Rychnov u Jablonce n. N., Reichenau bei Gablonz, Rychnov u Jablonce n. N.
- Rýjice, Reindlitz, f. Mojžíř
- Rynartice, Rennersdorf, f. Jetřichovice
- Rynoltice, Ringelshain, f. Rynoltice
- Rýnovice, Reinowitz, f. Rýnovice
- Rytířov, Rittersdorf, f. Těchlovice
- Rytířova Lhota , -, f. Libošovice
- Rýzmburk, Hrad Osek, Riesenberg, f. Osek

## Ř
- Řečkov, -, f. Bakov n. J.
- Řehlovice, Gross-Tschochau, f. Řehlovice
- Řehnice, -, f. Strenice
- Řehnice, -, f. Žerčice
- Řeky, -, f. Semily
- Řepčice, Rübendörfel, f. Třebušín
- Řepov, -, f. Plazy
- Řepín , -, f. Řepín
- Řepnice, Řepnitz, f. Libochovany
- Řetenice, Settenz, f. Teplice
- Řetouň, Ržetaun, f. Proboštov
- Řisuty, Rissut, f. Měrunice
- Řitonice, -, f. Řitonice

## S
- Saběnice, Sabnitz, f. Vtelno
- Sádek, Satkau, f. Měcholupy
- Salmov, Salmdorf, f. Mikulášovice
- Saň, Zahne, f. Ves
- Sebuzín, Sebusein, f. Církvice
- Sedčice, Sedschitz, f. Žabokliky
- Sedlce, -, f. Mšeno
- Sedlec, -, f. Klapý
- Sedlec, Sedlitz, f. Vtelno
- Sedlec, Zettlitz, f. Mašťov
- Sedlec, Selz, f. Zahořany
- Sedlo, Zettel, f. Litvínov
- Sedlo, Sedl, f. Ústí n. L. - Střekov
- Sedlejovice, -, f. Jenišovice
- Sedlisko, -, f. Loukov
- Sedliště, -, f. Libáň
- Sedlíštka, -, f. Vlastibořice
- Sedlovice, -, Hodkovice n. M.
- Sedmihorky, -, f. Hrubá Skála
- Sekerkovy Loučky, -, f. Turnov
- Seletice, -, f. Mcely
- Seletice, Seletitz, f. Postoloprty
- Selibice, Sellowitz, f. Staňkovice
- Semčice, -, f. Dobrovice
- Semeč, -, f. Třebívlice
- Seménkovice, Semenkowitz, f. Bítozeves
- Semily, Semil, f. Semily
- Semín, -, f. Újezd p. T.
- Semínova Lhota, -, f. Újezd p. T.
- Senkov, -, f. Cítoliby
- Sestroňovice, -, f. Jenišovice
- Severní, Hielgersdorf, f. Lobendava
- Sezemice, Sensomitz, f. Bořislav
- Sezemice, -, f. Loukov
- Sezímky, Zösnitz, f. Stvolínky
- Sinutec, Sinutz, f. Kozly
- Siřejovice, Schiřowitz, f. Čížkovice
- Siřem, Zürau, f. Libořice
- Sitno, Zittnai, f. Horní Vidim
- Skalany, -, f. Vyskeř
- Skalice, Langenau, f. Skalice
- Skalice, Skalitz, f. Třebívlice
- Skalice, Skalitz, f. Žitenice
- Skalka, Skalken, f. Blíževedly
- Skalka, Skalken, f. Sutom
- Skalsko, -, f. Skalsko
- Skalní Huť, Glashütte, f. Kuřivody
- Skaříšov, -, f. Mladějov
- Sklenařice, -, f. Vysoké n. J.
- Skoky, Skokay, f. Všeň
- Skorotice, Gartitz, f. Skorotice
- Skramouš, -, f. Mšeno
- Skyřice, Skyritz, f. Vtelno
- Skršín, Skyrschina, f. Vtelno
- Skřivánčí, Lerchenthal, f. Malá Bukovina
- Skuhrov, -, f. Bzí
- Skuhrov, -, f. Mělník
- Skupice, Skupitz, f. Postoloprty
- Skuřina, -, f. Markvartice
- Skyšice, -, f. Řitonice
- Slaná , -, f. Semily
- Slapy , -, f. Jenišovice
- Slapy, -, f. Semily
- Slatina, -, f. Libochovice
- Slatinice, Deutsch-Zlatnik, f. Most
- Slavíkov, -, f. Vlastibořice
- Slavošov, Slabisch, f. Čermná
- Slivice, -, f. Boseň
- Slivínko, -, f. Dolní Slivno
- Slunečná, Sonneberg, f. Slunečná
- Sloup v Č., Bürgstein, f. Sloup v Č.
- Sluková, Schneppendorf, f. Valkeřice
- Smilov, Mühlendorf, f. Klášter n. O.
- Smilovice, -, f. Rejšice
- Smilovice, -, f. Vinařice
- Smordov, Schmordau, f. Nebočady
- Smrčí, -, f. Klokočské Loučky
- Smrčí, -, f. Vyskeř
- Smrčí, -, f. Železný Brod
- Smržov, -, f. Český Dub
- Smržovka, Morchenstern, f. Smržovka
- Sněhov, -, f. Bzí
- Snědovice, Schnedowitz, f. Chcebuz
- Sněžná, Schnauhübel, f. Sněžná
- Sněžník, Schneeberg, f. Jílové
- Sobákov, -, f. Světlá p. J.
- Sobědruhy, Soborten, f. Krupka
- Soběchleby, Sobochleben, f. Bohosudov
- Soběchleby, Oberklee, f. Soběchleby
- Soběnice, Sobenitz, f. Býčkovice
- Soběslavice, -, f. Vlastibořice
- Soběsuky, Sobiesak, f. Soběsuky
- Sobětice, Zobietitz, f. Chomutov
- Sobotice, Katharinsfeld, f. Český Dub
- Sobotka, -, f. Sobotka
- Solany, -, f. Třebívlice
- Solec, -, f. Boseň
- Soleček, Malý Solec, f. Boseň
- Solopysky, -, f. Hřivice
- Sosnová, Künast, f. Česká Lípa
- Sourov, Sauermühl, f. Hlavice
- Souš-Kopisty, Tschausch-Kopizt, f. Most
- Soutěsky, Zautig, f. Jedlka
- Sovenice, -, f. Bošín
- Sovenice, -, f. Loukovec
- Sovínky, -, f. Bezno
- Sovolusky, Sowolusk, f. Rožďalovice
- Sovolusky, Soblitz, f. Žežice
- Spařence, -, f. Markvartice
- Spiegelsberg, -, f. Skorotice
- Spikaly , -, f. Kováň
- Splzov, -, f. Bzí
- Spořice, Sporitz, f. Chomutov
- Spyšová, -, f. Sobotka
- Srbice, Serbitz, f. Modlany
- Srbská, Wünschendorf, f. Jindřichovice p. S.
- Srbská Kamenice, Windisch-Kamnitz, f. Srbská Kamenice
- Srbsko, -, f. Boseň
- Srbsko, -, f. Kněžmost
- Srdov, Rierde, f. Levín
- Srní, Boxgrün, f. Klášter n. O.
- Srní u České Lípy, -, f. Jestřebí
- Srní Potok, Rehwasser, f. Mimoň
- Stadice, Staditz, f. Řehlovice
- Stachov, Stachel, f. Blšany
- Staňkova Lhota, -, f. Sobotka
- Staňkovice, Stankowitz, f. Staňkovice
- Staňkovice, Stankowitz, f. Třebušín
- Stanový, -, f. Vysoké n. J.
- Stará Bohyně, Bohmen, f. Javory
- Stará Doubice, Alt-Daubitz, f. Doubice
- Stará Homole, Althummel, f. Zubrnice
- Stará Lípa, Alt-Leipa, f. Česká Lípa
- Stará Oleška, Alt-Ohlisch, f. Huntířov
- Stará Skalka, Altkalken, f. Doksy
- Stará Ves, -, f. Vysoké n. J.
- Staré, -, f. Třebívlice
- Staré Hraběcí, Alt-Grafenwalde, f. Velký Šenov
- Staré Hrady, -, f. Libáň
- Staré Křečany, Alt-Ehrenberg, f. Staré Křečany
- Staré Město, Altstadt, f. Děčín
- Staré Pavlovice, Alt-Paulsdorf, f. Liberec
- Staré Splavy, Tammühle, f. Doksy
- Staré Verneřice, Alt-Wernsdorf, f. Jeníkov
- Starosedly, Starosedel, f. Bořislav
- Starosti, Sorge, f. Konojedy
- Starý Dub, Alt-Aicha, f. Český Dub
- Starý Harcov, Alt-Harzdorf, f. Liberec
- Starý Kočkov, Alt-Gatschken, f. Žežice
- Starý Mlýnec, Alt-Lenzel, f. Třebušín
- Starý Šachov, Alt-Schokau, f. Žandov
- Starý Šídlov, Altschiedel, f. Zákupy
- Starý Týn, Altthein, f. Úštěk
- Stebeň , -, f. Turnov
- Stéblovice, -, f. Sobotka
- Stebno, Stöben, f. Stebno
- Stekník, Stecknitz, f. Hradiště
- Stoupno, Staupen, f. Horní Police
- Stračí, Stratschen, f. Štětí
- Strádov, Straden, f. Chabařovice
- Strachaly, Strachel, f. Robeč
- Straky, Straka, f. Zabrušany
- Stránce, Stranitz, f. Vtelno
- Stránka, -, f. Mšeno
- Stránky, Tronitz, f. Holedeček
- Stranná, Strahn, f. Chomutov
- Stranné, Straha, f. Blíževedly
- Stránov, -, f. Krnsko
- Strašnov, -, f. Krnsko
- Stráž, Tschoschl, f. Chomutov
- Stráž n. N., Althabendorf, f. Stráž n. N.
- Stráž p. R., Wartenberg, f. Stráž p. R.
- Stráž u České Lípy, Schönborn, f. Stružnice
- Strážiště, -, f. Hlavice
- Strážiště, -, f. Jablonec u Mimoně
- Strážiště, Straschnitz, f. Strážiště
- Strážky, Troschig, f. Chomutov
- Strážky, Troschig, f. Skorotice
- Strážnice, -, f. Vysoká
- Strážov, Strassdorf, f. Kuřivody
- Strenice, -, f. Strenice
- Strkovice, Sterkowitz, f. Hradiště
- Strojetice, Strojetitz, f. Strojetice
- Stroupeč, Straupitz, f. Hořetice
- Stroupeček, Klein-Straupitz, f. Nové Sedlo
- Strupčice, Trupschitz, f. Jirkov
- Stružnice, Straussnitz, f. Stružnice
- Střednice, -, f. Vysoká
- Střední Smržovka, Mittel-Morchenstern, f. Smržovka
- Střehom, -, f. Sobotka
- Střekov, Schreckenstein, f. Ústí n. L. - Střekov
- Střeleč, -, f. Mladějov
- Střelná, Strahl, f. Jeníkov
- Střemy, -, f. Nebužely
- Střevelná, -, f. Železný Brod
- Střezivojice, Schedoweitz, f. Horní Vidim
- Střezov, Strössau, f. Chomutov
- Stříbrníky, Zibernik, f. Ústí n. L.
- Střimice, Strimitz, f. Most
- Střížovice, -, f. Dolní Slivno
- Střížovice, Stržischowitz, f. Robeč
- Střížovice, Strisowitz, f. Skorotice
- Střížovice, -, f. Vlastibořice
- Studánka, Borngrund, f. Skorotice
- Studánka, Schönborn, f. Studánka
- Studce , -, f. Mcely
- Studečky, Klein-Studec, f. Loučeň
- Studénka, -, f. Bakov n. J.
- Studený, Kaltenbach, f. Česká Kamenice
- Studený, Kaltenbach, f. Chřibská
- Stvolínky, Drum, f. Stvolínky
- Stvolínské Petrovice, Petersdorf, f. Stvolínky
- Sudoměř, -, f. Skalsko
- Suhrovice, -, f. Kněžmost
- Suchá, Suchey, f. Stebno
- Suchdol, Dörnthal, f. Chomutov
- Suché, Suchey, f. Modlany
- Suchý Důl, Dörnthal, f. Klášterec n. O.
- Sukorady, -, f. Březno
- Sukorady, Sukohrad, f. Robeč
- Sulejovice, Sullowitz , f. Lovosice
- Suletice, Sulotitz, f. Homole
- Sušany, Zuscha, f. Jirkov
- Sušno, -, f. Chotětov
- Sutom, Sutomy, f. Sutom
- Svádov, Schwaden, f. Svádov
- Svahová, Neuhaus, f. Jirkov
- Svárov, Schwarau, f. Stráž n. N.
- Svárov, Swarow, f. Šumburk n. D.
- Svárov, Swarow, f. Velké Hamry
- Svařenice, Schwařenitz, f. Hrušovany
- Svatoňovice, -, f. Turnov
- Svatý Kříž, Heiligenkreuz , Rychnov u Jablonce n. N.
- Svatý Petr, -, f. Libuň
- Svébořice, Schwabitz, f. Svébořice
- Světec, Schwaz, f. Světec
- Světice, Zwettnitz, f. Teplice
- Světlá, -, f. Semily
- Světlá p. J., -, f. Světlá p. J.
- Světlík, Lichtenberg, f. Dolní Podluží
- Světliny, Lichtenhain, f. Dolní Podluží
- Svijanský Újezd, -, f. Loukov
- Svijany, -, f. Loukov
- Svinčice, Schwindschitz, f. Vtelno
- Svitava, Zwitte, f. Sloup v Č.
- Svobodín, Freidorf, f. Všeborsko
- Svobodná Ves, Josefsdorf, f. Skalice
- Svobodná Ves, Freidorf, f. Úštěk
- Svojkov, Schwoika, f. Sloup v Č.
- Svor, Röhrsdorf, f. Cvikov
- Sýčina, -, f. Dobrovice
- Sychrov, -, f. Mnichovo Hradiště
- Sychrov, -, f. Vlastibořice
- Sýkořice, -, f. Rovensko p. T.
- Sýrovice, Sirbitz, f. Pšov

## Š
- Šemanovice, Schemanowitz, Šemanovice
- Šepetely, Schergau, f. Třebívlice
- Šerchov, Schergau, f. Jirkov
- Šidloby, -, f. Libuň
- Šimonovice, Schimsdorf, f. Dlouhý Most
- Široké Třebčice, Weitentřebetitsch, f. Široké Třebčice
- Škodějov, -, f. Roprachtice
- Šklka, -, f. Mělník
- Škrle, Skyrl, f. Chomutov
- Šluknov, Schluckenau, f. Šluknov
- Špičák, Spitzberg, f. Česká Lípa
- Štěpánov, -, f. Radovesice
- Štěpánovice, -, f. Rovensko p. T.
- Štěrbnina, Sterbine, f. Zabrušany
- Štěrbovina, Stirbon, f. Hodkovice n. M.
- Štětí, Wegstädtl a. d. Elbe, f. Štětí
- Štrbice, Stirbitz, f. Světec
- Šumburk n. D., Schumburg a. D., f. Šumburk n. D.
- Šumná, Schönborg, f. Klášterec n. O.
- Šumná, Rauschengrund, f. Litvínov
- Šváby, Schwaben, f. Holany

## T
- Tachov, Tacha, f. Doksy
- Tachov, -, f. Újezd p. T.
- Tajná, -, f. Kadlín
- Taneček, Lobetanz, f. Stvolínky
- Tanvald, Ober Tannwald, f. Tanvald
- Taschenberg, -, f. Most
- Tašov, Taschow, f. Proboštov
- Tatinná, Tattina, f. Bitozeves
- Tatobity, -, f. Tatobity
- Těchlovice, Tichlowitz, f. Těchlovice
- Těchobuzice, Těchobusitz, f. Býčkovice
- Telcov, Töltsch, Klášter n. O.
- Telnice, Tellnitz, f. Chlumec
- Těpeře, -, f. Bzí
- Teplá, Tepley, f. Sutom
- Teplice, Teplitz, f. Teplice
- Teplice-Šanov, Teplitz-Schönau, f. Teplice-Šanov
- Teplice-Trnovany, Teplitz-Turn, f. Teplice-Trnovany
- Terezín, Theresienstadt, f. Terezín
- Terezín, Theresienthal, f. Benešov n. P.
- Těšnov, Teschen, f. Hlavice
- Těšnov, -, f. Kosmonosy
- Tetčiněves, Tetschendorf, f. Strážiště
- Tisá, Tissa, f. Tisá
- Tlučeň, Tlutzen, f. Církvice
- Tlustce, Tölzeldorf, f. Brniště
- Tlustecká, Tolzbach, f. Brniště
- Tomášov, Thomasdorf, f. Mikulášovice
- Touchořiny, Taucherschin, f. Touchořiny
- Touchovice, -, f. Opočno
- Travčice, -, f. Počaply
- Trávníček, -, f. Český Dub
- Trávník, Glasert, f. Cvikov
- Trenčín, -, f. Bakov n. J.
- Trmice, Türmitz, f. Trmice
- Trní, -, f. Sobotka
- Trnobrany, Trnobrand, f. Liběšice
- Trnová, Trnowey, f. Hrušovany
- Trnová, -, f. Skalsko
- Trnovany, Trnowan, f. Liběšice u Žatce
- Trnovany, Trnowan, f. Žitenice
- Troskovice, -, f. Újezd p. T.
- Truskavna, -, Šemanovice
- Truzenice, Trusenz, f. Minice
- Třebenice, Trebnitz, f. Třebenice
- Třebín, Tržebine, f. Mukařov
- Třebíška, Triebischl, f. Chomutov
- Třebívlice, -, f. Třebívlice
- Třeboc, -, f. Dolní Ročov
- Třeboutice, Trzebautitz, f. Křešice
- Třebušice, Triebschitz, f. Most
- Třebušín, Triebsch, f. Třebušín
- Třebutičky, Tržebutschka, f. Hrušovany
- Třeskonice, Třeskonitz, f. Liběšice u Žatce
- Třískolupy, Schiessglock, f. Blažim
- Třtěno, Krendorf, f. Chožov
- Třtí, -, f. Hodkovice n. M.
- Tubož, Dubus, f. Bořejov
- Tuháň, Tuhan, f. Tuhaň
- Tuhaň, -, f. Záboří
- Tuhanec, Tuhanzel, f. Tuhaň
- Tuchom, -, f. Rožďalovice
- Tuchomyšl, Schönfeld, f. Trmice
- Tuchořice, Tuchořitz, f. Liběšice u Žatce
- Tunkov, Tunkau, Klášter n. O.
- Tupadly, Tupadl, f. Liběchov
- Tureč, Turtsch, f. Mašťov
- Turnov, Turnau, f. Turnov
- Tušimice, Tuschmitz, f. Kadaň
- Tvrdín, Twrdina, f. Mrzlice
- Tvršice, Twerschitz, f. Staňkovice
- Týn, Thein, f. Kruh
- Týnec, -, f. Dobrovice
- Týniště, Tünscht, f. Zubrnice

## U
- Úbočí, Zieberle, f. Chomutov
- Udlice-Přečaply, Eidlitz-Pritschapl, f. Chomutov
- Údolíčko, Kleinthal, f. Klášterec n. O.
- Údrnice, -, f. Libáň
- Údrnická Lhota, -, f. Libáň
- Uhelná, Kohlige, f. Václavice
- Úhelnice, -, f. Plazy
- Úherce, -, f. Dobrovice
- Úhošť, Purberg, f. Kadaň
- Úhošťany, Atschan, f. Kadaň
- Újezd, -, f. Bílina
- Újezd, Aujezd, f. Chcebuz
- Újezd, Ugest, f. Jestřebí
- Újezd, Ojes, f. Jirkov
- Újezd, -, f. Rejšice
- Újezd, Augiesl, f. Trmice
- Ujezd p. T ., -, f. Újezd p. T.
- Újezdec, -, f. Luštěnice
- Újezdeček, Kleinaujezd, f. Teplice
- Ujkovice, Heikowitz, f. Osenice
- Úlovice, -, f. Dolní Ročov
- Unčín, Hohenstein, f. Bohosudov
- Únětice, -, f. Libáň
- Úpohlavy, Opolau, f. Třebenice
- Úpoř, Aupoř, f. Světec
- Ústí n. L., Aussig, f. Ústí n. L.
- Úštěk, Auscha, f. Úštěk
- Útěchovice, Audishorn, f. Stráž p. R.
- Útočiště, Zuflucht, f. Klášterec n. O.
- Úžín, Auschine, f. Chlumec

## V
- Václaví, -, f. Rovensko p. T.
- Václavice, Wetzwalde, f. Václavice
- Václavov, Wenzelsdorf, f. Děčín-Podmokly
- Vadkovice, Wakowitz, f. Kadaň
- Valdek, Waldecke, f. Staré Křečany
- Valdov, Waldau, f. Jablonné v P.
- Valdštýnsko, Waldsteinruh, f. Bezdědice
- Valečov, -, f. Boseň
- Valov, Wohlau, f. Podbořany
- Valovice, -, f. Skalsko
- Valteřice, Waltersdorf, f. Jezvé
- Valtířov, Waltirsche, f. Svádov
- Valy, Schanzendorf, f. Krompach
- Valy, -, f. Plazy
- Vaňov, Wannow, f. Ústí n. L.
- Vápno, -, f. Hlavice
- Varnsdorf, Warnsdorf, f. Varnsdorf
- Varta, Warta, f. Svádov
- Varvažov, Arbesau, f. Chlumec
- Vavřineč, -, f. Liblice
- Vazačka, -, f. Bělá p. B.
- Vazovec, -, f. Jenišovice
- Važice, -, f. Bystřice
- Vědlice, Wedlitz, f. Strážiště
- Vědomice, -, f. Vetlá
- Vehlovice, -, f. Liběchov
- Vejčín, Eierbrunn, f. Kuřivody
- Vejprty, Weipert, f. Vejprty
- Velebudice, Welebuditz, f. Vtelno
- Velemín, Welemin, f. Velemín
- Velemyšleves, Welmschloss, f. Minice
- Velenice, Wellnitz, f. Velenice
- Velešice, Weleschitz, f. Hoštka
- Veletice, Weletitz, f. Holedeček
- Velichov, Welchen, f. Svádov
- Velichov, Welchau, f. Žatec
- Veliká, Grossendorf, f. Kravaře
- Veliká Ves, Michelsdorf, f. Mašťov
- Velká Bukovina, Grossbocken, f. Malá Bukovina
- Velká Černoc, Grosstschernitz, f. Velká Černoc
- Velká Desná, Gross-Spinnelsdorf, f. Kadaň
- Velké Březno, Grosspriesen, f. Svádov
- Velká Javorská, Gross-Jober, f. Merboltice
- Velká Veleň, Grosswöhlen, f. Jedlka
- Velké Hamry, Gross-Hammer, f. Velké Hamry
- Velké Horky, -, f. Strenice
- Velké Chvojno, Böhmischkahn, f. Velké Chvojno
- Velké Nučnice, Gross-Nutschnitz, f. Křešice
- Velké Stínky, Gross -Zinken, f. Rychnov u Děčína
- Velké Všelísy, -, f. Bezno
- Velké Žernoseky, Gross-Žernosek, f. Libochovany
- Velký Borek, -, f. Mělník
- Velký Grunov, Gross-Grünau, f. Brniště
- Velký Hubenov, Hubina, f. Robeč
- Velký Šenov, Gross-Schönau, f. Velký Šenov
- Velký Újezd, Gross-Aujezd, f. Býčkovice
- Velký Újezd, Gross-Aujezd, f. Nebužely
- Velký Valtinov, Gross-Walten, f. Jablonné v P.
- Veltěže, Weltesch, f. Obora
- Velvěty, Welboth, f. Bořislav
- Verneřice, Wernstadt, f. Verneřice
- Vernéřov, Wernsdorf, f. Kadaň
- Ves, Wiese, f. Ves
- Vesce, Wess, f. Vidhostice
- Vesec, -, f. Český Dub
- Vesec, -, f. Hodkovice n. M.
- Vesec, -, f. Klokočské Loučky
- Vesec, Dörfel, f. Liberec-Rochlice
- Vesec, -, f. Sobotka
- Vesec, -, f. Světlá p. J.
- Veselá, -, f. Mnichovo Hradiště
- Veselá, -, f. Bakov n. J.
- Veselá, -, f. Rovensko p. T.
- Veselé, Freudenberg, f. Markvartice u Děčína
- Veselí, Wesseln, f. Brenná
- Veselí, -, f. Bzí
- Veselí, Fröhlichsdorf, f. Chcebuz
- Veselí, Wesseln, f. Mojžíř
- Veselice, -, f. Řitonice
- Veselíčko, Freudenheim, f. Markvartice
- Vesnička, Füllerdörfel, f. Horní Prysk
- Věšťany, Weschen, f. Modlany
- Vetlá, Wettel, f. Vetlá
- Větrov, Ringenhain, f. Frýdlant v Č.
- Větrov, Streckenwald, f. Habartice
- Větrušice, -, f. Záboří
- Větrušice, Wedruschitz, f. Žabokliky
- Vchynice, Wchinitz, f. Lovosice
- Vicmanov, -, f. Mukařov u Mladé Boleslavi
- Vičice, Witschitz, f. Chomutov
- Vidhostice, Widhostitz, f. Vidhostice
- Vidim, Ober-Widim, f. Horní Vidim
- Vidolice, Wiedelitz, f. Mašťov
- Vidovle, Wiedobl, f. Bitozeves
- Vikletice, Wikletitz, f. Soběsuky
- Vilémov, Willomitz, f. Mašťov
- Vilémov, Wölmsdorf, f. Velký Šenov
- Vilsnice, Wilsdorf, f. Děčín-Podmokly
- Vimperk, Winterberg, f. Proboštov
- Vinaře, Weinern, f. Mašťov
- Vinařice, -, f. Dobrovice
- Vinařice, Weingarten, f. Jirkov
- Vinařice, -, f. Vinařice
- Vinec, -, f. Mladá Boleslav
- Viničná Lhota, -, f. Rožďalovice
- Vinné, Winney, f. Třebušín
- Vintířov, Winteritz, f. Mašťov
- Víska, Wiska, f. Bezdědice
- Víska, Dörfel, f. Frýdlant v Č.
- Víska, Dörfel, f. Kravaře
- Víska pod Lesy, Walddörfel, f. Markvartice u Děčína
- Višňová, Weigsdorf, f. Frýdlant v Č.
- Vitanovice, -, f. Vlastibořice
- Vitčice, Grosswitschitz, f. Mašťov
- Vitín, Wittin, f. Těchlovice
- Vitín, Wittin, f. Zubrnice
- Vítkov, Leskenthal, f. Dobranov
- Vítkov, Ober Wittig, f. Vítkov
- Vítov, Wittal, f. Svádov
- Vlachové, Wlachey, f. Osečná
- Vlastiboř, -, f. Držkov
- Vlastibořice, -, f. Vlastibořice
- Vlastislav, Wlatislav, f. Sutom
- Vlčetín, -, f. Český Dub
- Vlčí, -, f. Cítoliby
- Vlčí Důl, Wolfsthal, f. Dobranov
- Vlčí Hora, Wolfsberg, f. Brtníky
- Vlčí Pole, Vyšší Pole, f. Dolní Bousov
- Vlhošť, Wilhoscht, f. Holany
- Vlkaň, Wilken, f. Mašťov
- Vlkov, Vlkow, f. Bořejov
- Voděrady, -, f. Jenišovice
- Voděrady, -, f. Luštěnice
- Voděrady, Wodierad, f. Chomutov
- Vojetín, Wojetin, f. Kruh
- Vojnice, -, f. Koštice
- Vojničky, -, f. Třebívlice
- Vojnín, Wohnung, f. Mašťov
- Vojtěchov, Albertsthal, f. Mšeno
- Volavec, -, f. Tatobity
- Volevčice, Wollepschitz, f. Vtelno
- Volfartice, Wolfersdorf, f. Volfartice
- Volyně, Wohlau, f. Chomutov
- Vorklebice, -, f. Český Dub
- Vrahožily, Frauschile, f. Bořislav
- Vranov, Rabendorf, f. Mimoň
- Vranové, -, f. Jenišovice
- Vranové, -, f. Klokočské Loučky
- Vrát, -, f. Železný Brod
- Vratislavice n. N., Maffersdorf, f. Vratislavice n. N.
- Vrátno, -, f. Mšeno
- Vrbice, Wrbitz, f. Vetlá
- Vrbičany, Wrbičan, f. Chotěšov
- Vrbka, Ferbka, f. Postoloprty
- Vrchbělá, Neudorf, f. Bělá p. B.
- Vrchnice, Würgnitz, f. Kadaň
- Vrchoslav, Rosenthal, f. Krupka
- Vrchovany, Wrchhaben, f. Dubá
- Vrchovina, -, f. Hodkovice n. M.
- Vrkoslavice, Seidenschwanz, f. Jablonec n. N.
- Vroutek, Rudig, f. Vroutek
- Vrskmaň, Wurzmes, f. Jirkov
- Vršany, Würschen, f. Most
- Vršovice, -, f. Obora
- Vrtky, -, f. Hlavice
- Vrutice, Webrutz, f, Hrušovany
- Všeborsko, -, f. Všeborsko
- Všebořice, Schöbritz, f. Skorotice
- Všehrdy, Tschern, f. Chomutov
- Všechlapy, Wschechlab, f. Libčeves
- Všechlapy, Wschechlab, f. Zabrušany
- Všelibice, Schelwitz, f. Český Dub
- Všemily, Schemmel, f. Srbská Kamenice
- Všeň, -, f. Všeň
- Všeradiště, Wscheratsch, f. Třebušín
- Všeraz, Schöras, f. Nebočady
- Všestudy, Schössl, f. Chomutov
- Vtelno, Wteln, f. Vtelno
- Vyklice, Wiklitz, f. Trmice
- Vykmanov, Weigensdorf, f. Klášterec n. O.
- Vyskeř, -, f. Vyskeř
- Výsluní, Sonnenberg, f. Chomutov
- Vysočany, Wissotschan, f. Chomutov
- Vysoká, Wisset, f. Chomutov
- Vysoká, Hohendorf, f. Chrastava
- Vysoká, -, f. Vysoká
- Vysoká Jedle, Hohentann, f. Chomutov
- Vysoká Libeň, -, f. Řepín
- Vysoká Lípa, Hohenleipa, f. Jetřichovice
- Vysoká Pec, Hohenofen, f. Jirkov
- Vysoké, Haadorf, f. Klášterec n. O.
- Vysoké Březno, Ober-Priesen, f. Jirkov
- Vysoké n. J., Hochstadt a. Iser, f. Vysoké n. J.
- Vysoké Třebušice, Hohentrebetitsch, f. Mašťov
- Vysoký, Hohenwald, f. Vítkov
- Vystrkov, -, f. Hlavice
- Výškov, Wischkova, f. Břvany

## W
- Wenzelsdorf, -, f. Most

## Z
- Záborčí, -, f. Jenišovice
- Záboří, -, f. Záboří
- Zábrdí, Sabert, f. Osečná
- Zadní Doubice, Hinter-Daubitz, f. Doubice
- Zadní Jetřichovice, Hinter-Dittersbach, f. Jetřichovice
- Zadní Lhota, Oberwellhotten, f. Těchlovice
- Zadní Nezly, Hinternessel, f. Touchořiny
- Zadní Telnice, Hinter Tellnitz, f. Habartice
- Zábabeč, Sababsch, f. Třebušín
- Zábrdí, Sabert, f. Osečná
- Zábrdovice, -, f. Křinec
- Zabrušany, Sobrusan, f. Zabrušany
- Záduší, -, f. Mělník
- Zádušniky, -, f. Počaply
- Zahájí, -, f. Chorušice
- Zahořany, Serles, f. Mašťov
- Zahořany, Zahořan, f. Zahořany
- Záhoří, -, f. Semily
- Záhoří, Dreihöf, f. Žatec
- Záhoří, Zahorž, f. Žim
- Záhořín, Sohr, f. Sloup v Č.
- Zahrádky, Neugarten, f. Holany
- Zahrady, Gärten, f. Krásná Lípa
- Zahražany, Saras, f. Most
- Záhuby, -, f. Libáň
- Zaječice, Saidschitz, f. Vtelno
- Zaječice, Sadschitz, f. Jirkov
- Zájezdy, -, f. Bakov n. J.
- Zajakury, -, f. Markvartice
- Zakopaná, -, f. Boseň
- Zákoutí, Bernau, f. Jirkov
- Zakšín, Sakschen, f. Deštná
- Zákupy, Reichstadt, f. Zákupy
- Zálezly, Salesel, f. Církvice
- Zálezly, Salesel, f. Proboštov
- Zálezly, Salesel, f. Chomutov
- Zalužany, Senseln, f. Modlany
- Záluží, Maltheuern, f. Horní Jiřetín
- Zálužice, Saluschitz, f. Staňkovice
- Zamachy, -, f. Kadlín
- Zámecká, Neufalkenburg, f. Jablonné v P.
- Zámostí, -, f. Krnsko
- Zámostí, -, f. Mladějov
- Zámostí , Zamost, f. Rožďalovice
- Zápudov, -, f. Boseň
- Zásada, -, f. Držkov
- Zásada, Sosau, f. Chomutov
- Zásada, -, f. Vlastibořice
- Zásada u Rašovic, Sosau, f. Klášterec n. O.
- Zásadka, -, f. Boseň
- Záskalí, Saskal, f. Hodkovice n. M.
- Zátyní, Sattei, f. Dubá
- Zbirohy, -, f. Klokočské Loučky
- Zbožná, Boschney, f. Velemín
- Zbrašín, -, f. Opočno
- Zbynsko, Pinzkei, f. Jablonec u Mimoně
- Zbyny, Binai, f. Doksy
- Zbytky, -, f. Držkov
- Zdislava, Schönbach, f. Jitrava
- Zelená, Grün, f. Kadaň
- Zelená, -, f. Luštěnice
- Zelenecká Lhota, -, f. Libáň
- Zelený, Grünwald, f. Mukařov
- Zelený Důl, Grünthal, f. Horní Jiřetín
- Zeměchy, -, f. Opočno
- Zimoř, -, f. Vysoká
- Zlatá Hvězda, -, f. Jenišovice
- Zlatá Olešnice, -, f. Zlatá Olešnice
- Zliv, -, f. Libáň
- Zlovědice, Lobeditz, f. Mašťov
- Zpěvná, Vogelgesang, f. Jablonné v P.
- Zubrnice, Saubernitz, f. Zubrnice
- Zvířetice, -, f. Bakov n. J.
- Zvoníčkov, Männelsdorf, f. Kadaň

## Ž
- Žabokliky, Schaboglück, f. Žabokliky
- Žalany, Schallan, f. Bořislav
- Žalhostice, Czalositz, f. Litoměřice
- Žandov, Schanda, f. Chlumec
- Žandov, Sandau, f. Žandov
- Žantov, -, f. Kněžmost
- Žatec, Saaz, f. Žatec
- Žďár, Brand, f. Albrechtice
- Žďár, Zdiar, f. Kruh
- Žďár, -, f. Rovensko p. T.
- Žďár, Saara, f. Velké Chvojno
- Žďár, -, f. Všeň
- Žďárek, Scharingen, f. Hodkovice n. M.
- Žďárek, -, f. Jenišovice
- Žďárek, Zuckmantel, f. Velké Chvojno
- Žďírec, Siertsch, f. Bořejov
- Ždírecký Důl, Siertscher Grung, f. Bořejov
- Ždov, Gestob, f. Mašťov
- Žebice, -, f. Skalsko
- Žehrov, -, f. Všeň
- Želeč, Zelce, f. Bzí
- Želeč, Seltsch, f. Želeč
- Želechovice, Schelchowitz, f. Čížkovice
- Želejov, -, f. Hrubá Skála
- Želenice, Selnitz, f. Želenice
- Želénky, Schellenken, f. Zabrušany
- Želevice, -, f. Koštice
- Železná, Schellesen, f. Libořice
- Železný Brod, Eisenbrod, f. Železný Brod
- Želina, Seelau, f. Kadaň
- Želízky, Schelesen, f. Liběchov
- Želkovice, Schelkowitz, f. Libčeves
- Žerčice, -, f. Žerčice
- Žernov, -, f. Rovensko p. T.
- Žežice, Seesitz, f. Žežice
- Žibřidice, Seifersdorf, f. Žibřidice
- Židlov, Schiedel, f. Kuřivody
- Židněves, -, f. Březno
- Židovice, Jüdendorf, f. Jablonné v P.
- Židovice, Schidowitz, f. Libčeves
- Židovice, Seidowitz, f. Vtelno
- Žichlice, Schichlitz, f. Řehlovice
- Žichov, Schichhof, f. Měrunice
- Žim, Schima, f. Žim
- Žitenice, Schüttenitz, f. Žitenice
- Žitovlice, -, f. Žitovlice
- Živonín, -, f. Řepín
- Žizníkov, Schiessnig, f. Česká Lípa
- Žizelice, Schiesselitz, f. Hořetice
- Žlábek, -, f. Tatobity
- Žlíbek, Bösegründel, f. Bělá
- Žofín, Sofienhain, f. Dolní Podluží